# Relations entre la France et la Russie
Les relations entre la France et la Russie remontent au XIe siècle mais ne s'installent dans la continuité qu'à partir du XVIIIe siècle durant les règnes de Pierre le Grand et de Louis XV. Le premier traité d'alliance franco-russe est signé à Amsterdam le 15 août 1717, deux mois après la visite du tsar à Paris.
Malgré l'attrait que la France des Lumières exerce sur la Russie, les deux monarchies absolues s'opposent le plus souvent sur le plan géopolitique. L'expansionnisme russe est contraire aux alliances traditionnelles de la France avec la Pologne, la Suède et l'Empire ottoman. Toutefois, les craintes qu'inspire la Prusse de Frédéric II à l'Autriche et à la Russie donne naissance à une alliance franco-autrichienne par le traité de Versailles du 1er mai 1756, auquel la Russie adhère à la fin de l'année. L'entrée des troupes prussiennes en Saxe déclenche la guerre de Sept Ans durant laquelle les armées française et russe combattent dans le même camp. Mais la paix séparée conclue avec la Prusse par Pierre III provoque une nouvelle détérioration des relations franco-russes. Très attachée à l'esprit des Lumières, Catherine II est heurtée par le refus de la France de considérer la Russie, qu'elle continue de tenir pour un pays arriéré, comme un État important du concert européen.
La Révolution française et surtout le procès de Louis XVI puis son exécution entraînent une rupture des relations diplomatiques. Durant les guerres révolutionnaires puis les guerres napoléoniennes, la Russie s'associe naturellement aux coalitions successivement formées par les monarchies européennes. Toutefois, après les défaites de son armée, le tsar Alexandre Ier est par deux fois, en 1801 et 1807, amené à signer un traité de paix avec Napoléon Ier. Les ambitions et les arrière-pensées des deux empereurs conduisent à la campagne de Russie de 1812 qui finit en désastre pour la Grande Armée. Alexandre prend la tête d'une nouvelle coalition qui aboutit à la fin du Ier Empire.
Les troubles révolutionnaires qui secouent périodiquement la France et le retour aux alliances et politiques traditionnelles ne favorisent pas le retour à des relations politiques cordiales entre la France et la Russie durant les décennies suivantes. La situation évolue dans les années 1880-1890 en raison notamment de la montée en puissance de l'Empire allemand. La Triple-Entente se noue par étapes entre 1891 et 1907 entre la France, la Russie et l'Angleterre, qui entrent en tant qu'alliés dans la Première Guerre mondiale.
La révolution russe et la prise du pouvoir par les bolcheviks dirigés par Lénine conduisent à la paix séparée de Brest-Litovsk en 1918 et à la fondation de l'URSS en 1922, après la victoire des bolcheviks dans la guerre civile les opposants aux Russes blancs, pourtant soutenus par la France et ses alliés. Malgré la décision du pouvoir soviétique de ne pas honorer les dettes contractées sous le régime tsariste, la France finit par reconnaître officiellement l'URSS en 1924. En dépit de l'antagonisme idéologique et de la menace que représente le PCF soumis à Moscou et qui aspire ouvertement à la disparition de l'État français, la montée en puissance du nazisme incite la France et l'URSS à conclure un traité d'assistance mutuelle en mai 1935.
À la fin de la Seconde Guerre mondiale, de Gaulle renoue avec l'URSS en signant le 10 décembre 1944 un traité d'alliance entre la France et l'URSS. Mais la guerre froide conduit la France à choisir clairement le camp occidental et à faire reposer sa sécurité sur l'Alliance atlantique conclue avec les États-Unis. Dans les années 1960, les conditions d'une détente Est-Ouest s'installent progressivement, qui conduisent les deux pays à multiplier les échanges politiques dont le résultat le plus spectaculaire est la contribution décisive de la France à la convocation de la CSCE à Helsinki voulue depuis des années par l'URSS. Les échanges commerciaux et les coopérations techniques, scientifiques et culturelles connaissent aussi un grand essor dans les années 1960-1970. François Mitterrand opère un retour à une politique de fermeté durant le coup de froid des années 1979-1984 consécutif notamment à la crise des euromissiles et à l'invasion de l'Afghanistan, puis apporte son soutien aux réformes lancées par Gorbatchev, jusqu'à la disparition de l'URSS fin 1991.
La reconnaissance par la France de la fédération de Russie comme État successeur de l'URSS s'accompagne de la signature d'un Traité bilatéral d’amitié, d’entente et de coopération. Entre 1992 et 1995, la politique étrangère russe est très conciliante à l'égard des Européens. Avec l'arrivée de Ievgueni Primakov aux Affaires étrangères en 1996, s'amorce un retour vers le nationalisme et le refus de l'hégémonie occidentale que Vladimir Poutine accentue dans les années 2010. Si les échanges diplomatiques entre la France et la Russie demeurent très actifs de par la volonté des présidents François Hollande et Emmanuel Macron, les relations entre les deux pays s'apparentent davantage à un rapport de force entre puissances en désaccord sur la plupart des sujets, comme la crise en Ukraine ou la guerre civile en Syrie, mais dont les intérêts communs touchant la lutte contre le terrorisme et le gaz naturel, et dont leur importance dans la géopolitique européenne les obligent à poursuivre le dialogue.

## Russie des Tsars

### Prémices
On peut dater les premiers signes d'une réelle communication entre les deux États au milieu du XIe siècle, et plus précisément en 1048, lorsqu'une délégation diplomatique franque est envoyée à Kiev, alors capitale de la principauté de Kiev, afin d'obtenir la main d'Anne, fille de Iaroslav le Sage, pour un futur mariage avec le roi des Francs Henri Ier. En 1413, le chevalier flamand Guillebert de Lannoy visite Veliky Novgorod et Pskov, participant à une guerre contre l'ordre Teutonique avec la Pologne et écrivit son livre Voyages et Ambassades. Durant plusieurs siècles, le pays est morcelé et soumis aux invasions des Mongols. Sacré tsar en 1547, Ivan le Terrible veut mettre fin à l'isolement de la Russie en Europe. Henri III répond aux ouvertures russes par l'envoi de négociants français qui s'établissent à Moscou. Mais les troubles intérieurs reprennent et le pays est ravagé par les invasions des Tatars de Crimée en Russie. Le temps des troubles prend fin avec l'installation de la maison Romanov, fondée en 1613 par Michel Ier. Ses tentatives et celles de ses successeurs d'établir des relations politiques et commerciales durant les règnes de Louis XIII et Louis XIV n'aboutissent pas. La Russie est aux yeux de la France étrangère à l'Europe.

### Les Lumières: de Pierre le Grand àCatherineII

#### Ambitions de la Russie de Pierre le Grand

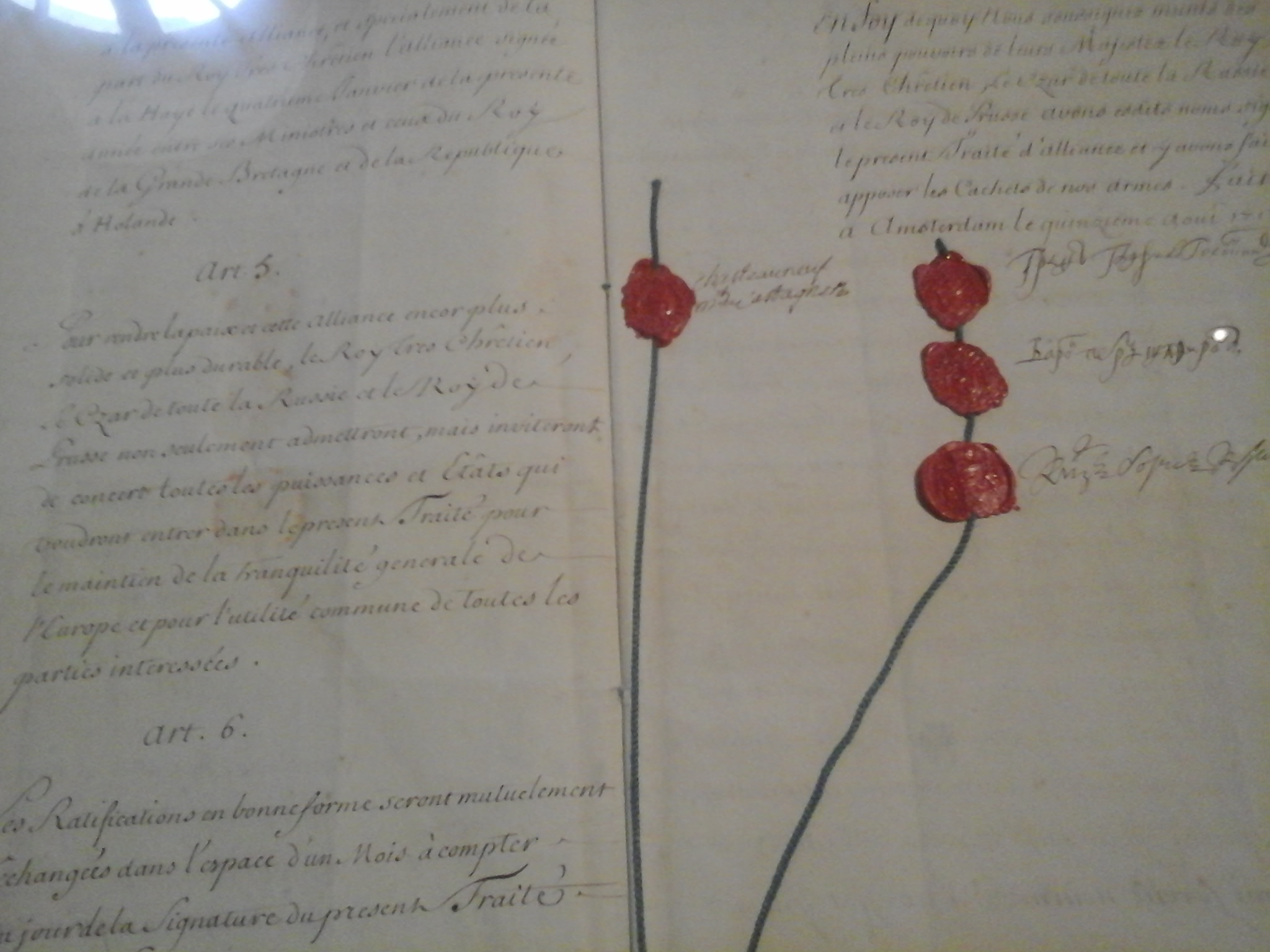
Traité d'Amsterdam du 15 août 1717.

Pierre le Grand accède au pouvoir en 1689. Il affermit son trône par une victoire éclatante sur l'Empire ottoman. Conscient des retards de son pays, il entreprend un long périple en Europe, la Grande Ambassade, dont la France est exclue. Louis XIV est hostile à un rapprochement avec un souverain qui a défait un allié du royaume de France et qui au tournant du XVIIIe siècle gagne d'importants territoires aux dépens de la Suède, un autre allié de la France. Pierre le Grand entreprend d'y édifier Saint-Pétersbourg, dont il fait sa nouvelle capitale.
En 1715, la mort de Louis XIV ouvre de nouvelles perspectives. Désireux de nouer une alliance, le tsar se rend en France en mai 1717. Ce voyage aboutit à la signature à Amsterdam le 15 août 1717 d'un traité d’alliance et de commerce entre la France, la Russie et la Prusse, acte fondateur de la relation diplomatique franco-russe. Ce traité et celui de Nystad qui consacre en 1721 la victoire de la Russie sur la Suède dans la grande guerre du Nord, témoignent de la place incontestable qu'occupe désormais la Russie dans le système politique européen. Des ambassades permanentes sont ouvertes dans les deux pays. Les réticences françaises à l'égard de l'approfondissement de l'alliance franco-russe demeurent vives, en raison notamment de la priorité accordée à l'alliance avec l'Angleterre. Les relations sont aussi brouillées par le fait que la France ne reconnaît qu'en 1745 — et encore, partiellement — le titre impérial que lui décerne le Sénat de Russie en accord avec le Saint-Synode au lendemain de la victoire de Poltava en 1721.

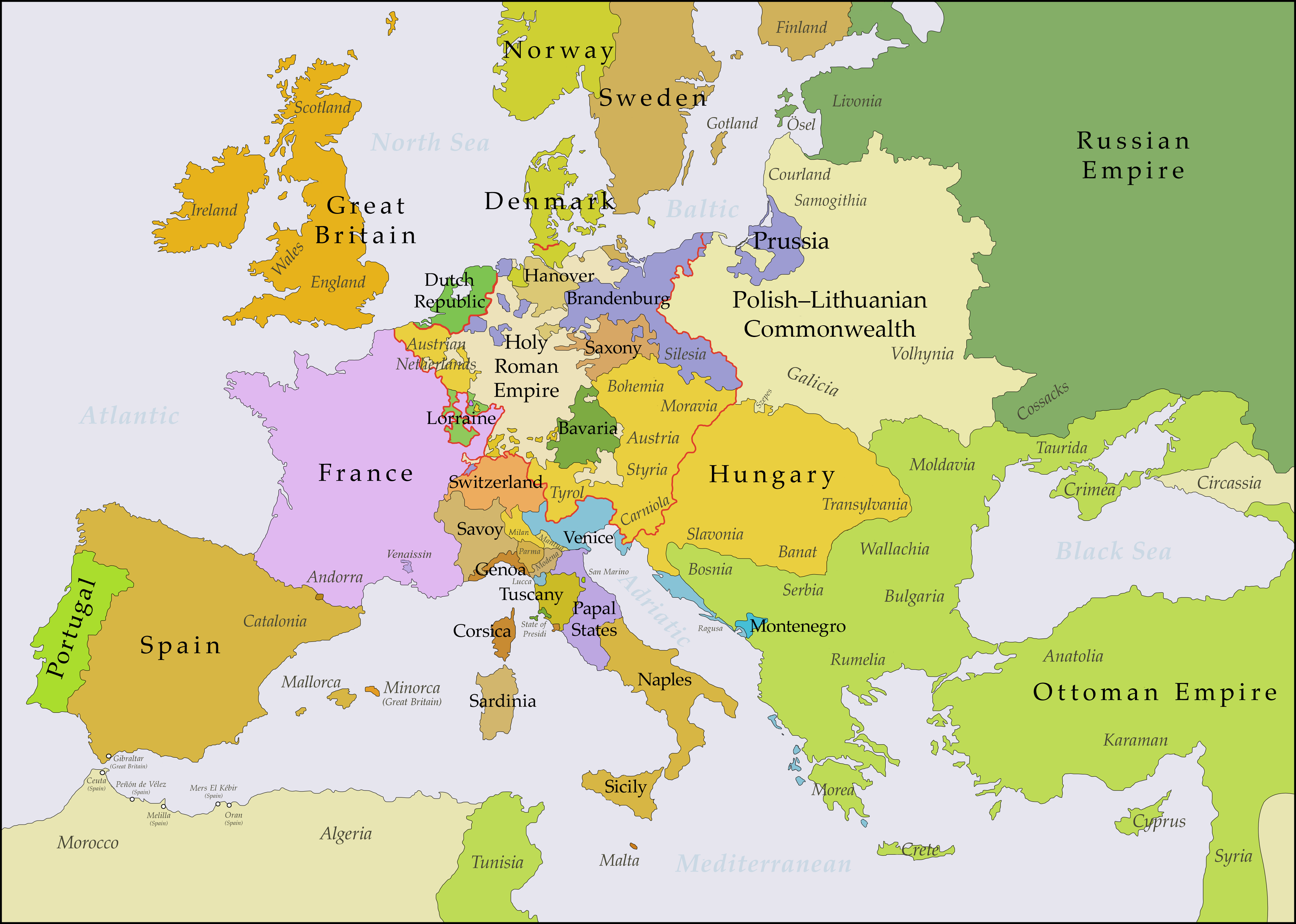
Carte politique de l'Europe en 1748-1766.

Catherine Ire succède à son époux en 1725 et conclut un traité d’amitié russo-autrichien, signé le 6 août 1726 à Vienne. La guerre austro-russo-turque de 1735-1739 initiée par la Russie qui a toujours pour objectif de gagner un accès à la mer Noire. Affaiblie par la guerre de Succession de Pologne (1733-1738), l'Autriche enchaîne les défaites contre les Ottomans, tandis que les troupes russes sont victorieuses. Les Français s’emploient à mobiliser les Ottomans et à provoquer la discorde entre les alliés autrichiens et russes. Ils affaiblissent la Russie en poussant les Autrichiens à se retirer et les Suédois à lancer contre elle une opération militaire de diversion. Les Russes sont contraints de mettre fin à la guerre et de signer la paix de Belgrade le 21 septembre 1739 avec la médiation de la France.
Élisabeth Ire, fille de Pierre le Grand et de Catherine Ire, devient impératrice en 1741. Elle parle couramment le français et sait que la France a contribué à son accession au trône. Mais les Russes décident finalement de renouveler en 1746 pour une durée de vingt ans le traité d'alliance russo-autrichien de 1726, tandis que la France confirme ses alliances avec la Suède et la Prusse. La guerre de succession d'Autriche oppose ces deux camps de 1740 à 1748. Elle se conclut par la paix d'Aix-la-Chapelle au lendemain de laquelle les relations entre la France et la Russie sont durablement rompues.
Mais les craintes qu'inspire la Prusse de Frédéric II à l'Autriche et à la Russie ainsi que l'alliance de la Prusse avec l'Angleterre vont renverser les alliances en Europe. Une alliance franco-autrichienne naît avec la signature du traité de Versailles le 1er mai 1756 auquel la Russie adhère à la fin de l'année. L'entrée des troupes prussiennes en Saxe en mai 1756 déclenche la guerre de Sept Ans durant laquelle les armées française et russe combattent dans le même camp.

#### Succès et échecs de la politique russe deLouisXVdurant le règne deCatherineII
Pierre III succède à sa mère en janvier 1762, à un moment où l'armée prussienne est en grande difficulté. Fasciné par la Prusse, Pierre III conclut immédiatement une paix séparée doublée d'une alliance avec Frédéric II. Son épouse le renverse au bout de seulement six mois, ouvrant ainsi sous le nom de Catherine II un règne long de 34 ans durant lequel la Russie va connaître d'importants succès diplomatiques et militaires. Catherine II est intelligente et cultivée. Allemande de naissance, elle apprend le français durant son enfance et elle apprendra le russe pour se faire accepter. Ambitieuse et habile, mais vue comme une usurpatrice par une partie de la noblesse russe mais aussi par la cour de France, elle affirme d'emblée sa fidélité à Pierre le Grand. Catherine II est pétrie de la culture française des Lumières. Elle a lu Montesquieu, Voltaire et les encyclopédistes. Elle veut attirer à sa cour les plus brillants esprits français, mais la plupart se dérobent. Diderot séjournera en Russie en 1773-1774,.
Catherine II fait rapidement savoir que la Russie ne reviendra pas sur l'accord de paix avec la Prusse et se tiendra à l'écart de la suite de la guerre de Sept Ans qu'elle conseille à la France et à l'Autriche de terminer au plus vite. Louis XV comme Marie-Thérèse refusent la médiation de Catherine II, mais leurs armées sont mises en déroute, obligeant finalement les deux puissances à conclure des traités de paix désastreux pour mettre un terme définitif à cette trop longue guerre.
Durant la suite du règne de Louis XV, les relations franco-russes demeurent mauvaises. La France continue de tenir la Russie pour un pays arriéré, où le servage existe encore, qui n'appartient pas à la civilisation européenne et dont il faut contenir l'expansion en s'alliant avec l'Autriche, l'empire Ottoman, la Pologne et la Suède. Catherine II, très attachée intellectuellement à l'esprit des Lumières dont le berceau est la France, est heurtée par le refus persistant de la France de considérer la Russie comme un État important du concert européen.
En Pologne, Catherine II favorise l'élection de Stanislas II en 1764 par la diète et consolide sa mainmise sur la politique du pays. Alors que la France est attachée au maintien de l'intégrité du territoire de la Pologne, la Russie, la Prusse et l'Autriche s'entendent en 1772 pour la démembrer en partie privant ainsi la France d'un allié de longue date. Dans le même temps, poussés par la France, les Ottomans relancent la guerre avec la Russie en 1768. Mais les Russes accumulent les victoires sur terre et sur mer. La paix signée en 1774 leur donne un large accès à la mer Noire. La politique russe de la France est une nouvelle fois mise en échec.
Le roi Gustave III de Suède est très francophile. Il signe en 1771 avec Louis XV un accord secret par lequel il s'engage à évincer la Russie de Suède, moyennant une aide financière substantielle de la France. L'année suivante il réforme la Constitution de 1720 dont la Russie est garante, mettant fin à l'Ère de la Liberté. Cette réforme vise à assurer un pouvoir stable au souverain suédois et constitue un défi lancé à Catherine II qui se résigne à ne pas réagir étant engagée contre les Turcs et en proie à une sédition intérieure. Elle accepte l’indépendance politique suédoise et la fin de l’influence russe dans ce pays. Pour la France, qui a subi en Pologne et en Turquie des revers de taille, l’affaire suédoise est une victoire incontestable.

#### Réorientation de la politique russe parLouisXVI
Louis XVI hérite du trône de son grand-père en 1774. Féru de géographie et de politique, il est conscient que la Russie est devenue, malgré l'opposition de la France, une puissance majeure dans le concert européen. Il fait rapidement savoir à Catherine II que « la France souhaite établir des relations d’amitié et d’entente avec l’Impératrice ».
L'occasion de concrétiser ce désir de rapprochement se présente avec la guerre de Succession de Bavière qui oppose les Autrichiens aux Prussiens. Catherine II propose sa médiation, mais elle y associe Louis XVI. Le plan de paix qui sert de base de discussion est préparé à Versailles. Le traité de Teschen signé le 13 mai 1779, garanti par la France et la Russie, fait de cette dernière la co-garante de l'organisation de l'Europe née du traité de Westphalie.
Cette embellie ne dure pas. Catherine II veut consolider ses conquêtes aux dépens des Turcs, affaiblis et toujours alliés de la France. Aussi l'annexion de la Crimée en 1783 déplaît-elle fortement aux Français qui se contentent toutefois d'exhorter Catherine II à modérer ses ambitions. Après des années de négociation, un traité de commerce est signé le 11 janvier 1787 par la France et la Russie. Ce traité répond parfaitement à l'ambiguïté des relations politiques entre les deux parties qui sont résolues bon gré mal gré à consacrer par une convention mineure le rapprochement esquissé depuis 1779, sans pour autant envisager une alliance formelle.
Les Turcs décident de passer à l'offensive militaire en août 1787 ; ils bénéficient de l'entrée de la Suède dans le conflit et de la passivité de l'Autriche mais aussi de désordres intérieurs résultant notamment de mauvaises récoltes. Contrainte de négocier la paix, elle doit en partie à des émigrés français et au comte de Choiseul-Gouffier, qui représente alors la France à Constantinople, que les termes du traité d'Iași signé début 1792 ne lui soient pas trop défavorables puisqu'ils entérinent l'annexion de la Crimée. Ce n'est en effet plus Louis XVI qui préside aux destinées de la France entrée en révolution.

#### La culture, une dimension permanente de la relation entre la France et la Russie auXVIIIesiècle
Le français n'est au XVIIIe siècle pas seulement la langue de la diplomatie, mais celle de la haute société partout en Europe. Les idées, les arts et les sciences venues de France sont donc recherchés par la Russie qui veut se débarrasser de son image de pays attardé. Pierre le Grand et la plupart de ses descendants sont très cultivés et cherchent à attirer en Russie les meilleurs représentants de la culture française.
Ainsi en 1716, Pierre le Grand accueille à Saint-Pétersbourg une délégation d'artistes français conduite par Jean-Baptiste Leblond qui est nommé architecte général. Un autre architecte, Jean-Baptiste Vallin de La Mothe, exerce son activité en Russie de 1761 à 1775, où il construit notamment les Galeries marchandes à Saint-Pétersbourg. L'astronome et cartographe Joseph-Nicolas Delisle conduit des observations astronomiques en Russie durant vingt ans à partir de 1727. Le peintre Louis-Joseph Le Lorrain est appelé en 1758 par l'impératrice Élisabeth Ire pour fonder une académie artistique. L'encyclopédiste Denis Diderot se rend en Russie en 1773-1774 où il a de longs entretiens avec Catherine II,.

### De la Révolution française à la révolution bolchévique
Catherine II suit de près les évènements qui précèdent la révolution française et mesure vite que le 14 juillet signifie la fin de la monarchie absolue en France. Déjà déçue de l'attitude de Louis XVI durant le conflit russo-turc, elle juge sévèrement son acceptation de la Constitution le 14 septembre 1791. Le procès et l’exécution du roi entraînent des décisions radicales : les relations diplomatiques avec la France sont rompues et Catherine II reconnaît le comte de Provence comme roi de France. Un oukase du 8 février 1793 suspend la validité de l'accord commercial franco-russe de 1787, interdit l'entrée des ports russes aux vaisseaux français, expulse les diplomates français et oblige les Français à faire serment de fidélité à la royauté sous menace d'être expulsés. La guerre entre la France révolutionnaire et la Première Coalition (1792-1797), à laquelle la Russie ne participe pas directement, crée une situation favorable à une entente entre la Russie, l'Autriche et la Prusse pour un ultime partage de la Pologne, qui entraîne la disparition de la république des Deux Nations, alliée traditionnelle de la France.
Paul Ier de Russie succède fin 1796 à sa mère. Prussophile et initialement hostile à la France, il accuse l'Autriche et l'Angleterre de sacrifier l'alliance à leurs intérêts propres et décide, à partir de 1799, de se rapprocher de la France où Bonaparte est en passe de prendre le pouvoir. Mais au début de 1801, il est assassiné, victime d'un complot ourdi par le clan puissant de ceux qui sont hostiles à ce retournement d'alliances.

#### Impossible entente entreAlexandreIeret Napoléon
Alexandre Ier de Russie réaffirme l'alliance de la Russie avec l'Autriche, l'Angleterre et la Prusse mais dans le même temps il refuse de s'engager avec les Anglais dans la guerre contre Napoléon. Son éducation francophile et son désir de paix après des décennies de guerre l'incitent à vouloir établir des relations apaisées avec la France. Tout en tenant l'Angleterre informée de ses négociations, il conclut un traité de paix avec la France dès octobre 1801. Très vite cependant, les relations se dégradent. L'exécution du duc d'Enghien est particulièrement mal ressentie à Moscou. En 1804, les relations diplomatiques sont gelées. Alexandre Ier joue un rôle déterminant dans la formation de la Troisième coalition. La victoire d'Austerlitz, le 2 décembre 1805, brise l'armée russe. Alexandre Ier se refuse à faire la paix et soutient la Prusse ; l'armée russe est défaite à Eylau le 8 février 1807 puis à Friedland quatre mois plus tard.

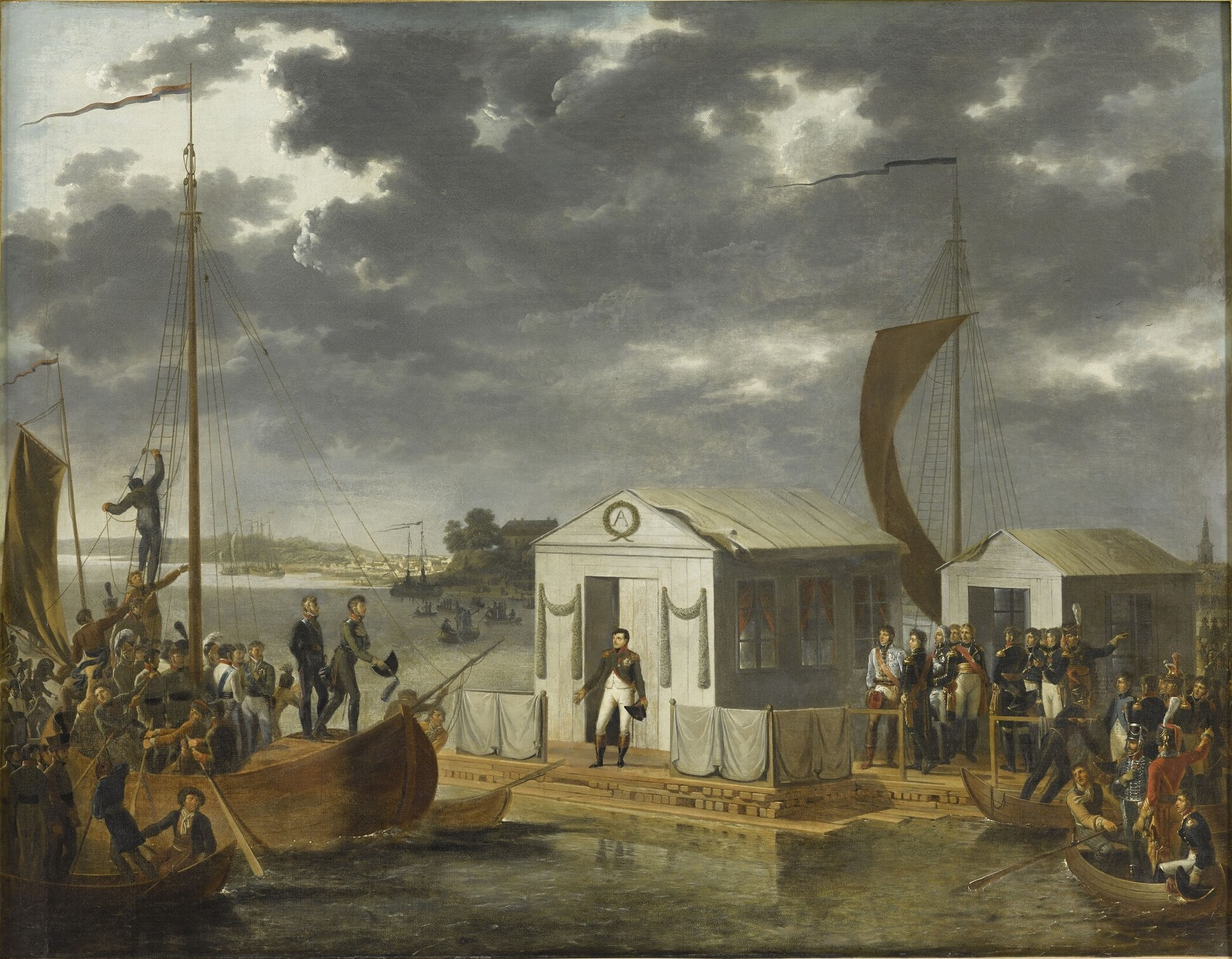
Entrevue de Napoléon Ier et d'Alexandre Ier sur le Niemen.

Talleyrand négocie alors avec les princes Lobanov-Rostovski et Kourakine la paix de Tilsit qui est signée le 7 juillet 1807 par les deux empereurs en personne lors d'une rencontre sur le Niémen. Les traités organisent le partage de l'Europe en une zone d'influence occidentale dominée par la France et une orientale dominée par la Russie. Cette paix est fragile, Napoléon poursuit ses desseins européens sans retenue, inspirant à Alexandre une méfiance grandissante, alimentée par une francophobie générale à Moscou. L'entrevue d'Erfurt entre les deux empereurs à l'automne 1808 permet toutefois de consolider l'alliance franco-russe.
Même si en 1809 Alexandre soutient encore la campagne autrichienne de Napoléon, les deux empereurs ont des intérêts de plus en plus clairement divergents. Champagny, qui a succédé à Talleyrand en tant que ministre des Relations extérieures, prône un retour aux alliances traditionnelles de la France avec la Pologne, la Suède et l'empire Ottoman car il estime que l'Angleterre et la Russie sont liées par des intérêts permanents contre lesquels la France ne peut rien. Le plan de Champagny est de reconstituer un royaume de Pologne en ménageant l'Autriche et aux dépens de la Prusse et de la Russie. Alexandre Ier est fort bien renseigné sur les intentions de Napoléon, notamment par Fouché et Talleyrand animés de sentiments ambigus à l'égard de l'empereur des Français. À partir de 1810, la guerre semble des deux côtés inévitable. Napoléon lance sa Grande Armée en juin 1812 et se laisse piéger à Moscou par Alexandre qui n'a aucunement le désir de négocier. Victorieux de la Grande armée en déroute dans l'hiver russe, Alexandre veut aller plus loin. Il reconstitue en 1813 une grande coalition, la sixième formée depuis la Révolution française, qui aboutit à la déchéance de Napoléon en avril 1814. Alexandre Ier considère être le grand vainqueur de Napoléon, qui était son ennemi, alors que les Français ne l'étaient pas. Il fait défiler ses troupes dans Paris, mais fait en sorte qu'elles se comportent avec ordre et respect des biens et des personnes. Même après les Cent-Jours, Alexandre 1er veut montrer qu'il est l'ami de la France en plaidant la modération des conditions imposées à la France par le traité de Paris du 8 novembre 1815. L'empereur russe jouit d'une grande autorité morale en Europe pour avoir été celui qui a joué le rôle le plus déterminant dans la chute de Napoléon 1er. Une nouvelle fois, lors du Congrès d'Aix-la-Chapelle en 1818, Alexandre Ier pèse en faveur de la France dont il veut restaurer l'indépendance et que son occupation prenne fin. La France est intégrée à part entière dans le Concert européen, qui va assurer la stabilité en Europe et éviter une nouvelle conflagration générale jusqu'en 1914,.

#### Vicissitudes du Concert européen et des relations franco-russes
Éduqué en militaire, Nicolas Ier est animé de sentiments hostiles à la France dont il redoute les élans révolutionnaires. Toutefois, ses sentiments anti-français sont tempérés par Nesselrode, son ministre des Affaires étrangères. Il est satisfait de la présence d'un Bourbon sur le trône de France et les relations entre les deux pays ne connaissent pas de crise grave. De façon générale, la politique étrangère du tsar vise à défendre les grandes monarchies contre tous les mouvements populaires. Aussi, la révolution de Juillet 1830 est-elle vue de Pétersbourg comme une catastrophe susceptible de faire tâche d'huile en Europe. Nicolas Ier se refuse à reconnaître Louis-Philippe comme souverain légitime et tente de convaincre ses alliés autrichien et prussien au sein de la Sainte-Alliance d'engager une action militaire contre la France. Il échoue dans cette entreprise et se résout à reconnaître « l'usurpateur ». Nicolas Ier rend la France largement responsable de l'insurrection de novembre 1830 en Pologne qu'il réprime avec brutalité. De nombreux polonais choisissent alors de s'exiler en France au grand déplaisir de la Russie. Jusqu'à la fin du règne de Louis-Philippe les relations entre les deux pays ne s'amélioreront guère, à l'exception du traité de commerce signé en 1846.
Le « Printemps des peuples » ébranle l'ordre européen en 1848. Les incendies révolutionnaires commencent en France, en Italie et en Allemagne, puis gagnent d'autres pays jusqu'alors attachés à l'ordre monarchique. Alarmé par ces désordres à ses frontières, Nicolas Ier décide de restaurer l'ordre, il devient le « gendarme de l'Europe ». La proclamation de la IIe République le 24 février 1848 va à l'encontre des idées conservatrices du tsar qui lance le manifeste Pour la justice de Dieu et pour les principes sacrés de l'ordre établi sur les trônes héréditaires,. L'élection de Louis-Napoléon Bonaparte à la présidence de la République inquiète en Russie, qui ne saurait accepter la renaissance de l'Empire. Mais rapidement les premiers actes du nouveau gouvernement français rassurent sur sa volonté à préserver l'ordre républicain. Aussi Nicolas Ier décide-t-il de le reconnaître le 25 avril 1849. Le tsar n'a pas d'autre choix que d'accepter l'avènement du Second Empire en 1852, reconnu partout en Europe.
Le dessein russe jamais abandonné de contrôler la mer Noire allié au rêve de reprendre Constantinople incite Nicolas Ier à entrer une nouvelle fois en guerre contre les Ottomans en 1853, sûr de la toute-puissance russe. Inquiets des ambitions russes, les Français et les Anglais décident de soutenir la Sublime Porte. Napoléon III tente sans succès de convaincre Nicolas Ier d'arrêter les opérations militaires. Le débarquement des troupes françaises et anglaises en Crimée installe le conflit dans la durée. La guerre de Crimée provoque des pertes effroyables dues au combat et à la maladie. La prise de Sébastopol par les alliés est une défaite humiliante pour les Russes. Le traité de Paris signé le 30 mars 1856 marque un coup d'arrêt à l'influence russe en Europe.

#### Vers une alliance durable entre la France et la Russie
Alexandre II, qui a succédé à son père en 1855, réoriente la politique extérieure de la Russie vers la conquête de l'Asie centrale et d'un accès permanent à l'océan Pacifique. En revanche, il cherche à effacer en Europe l'image belliqueuse et arriérée de la Russie en renouant avec les grandes puissances européennes, aidé en cela par des réformes intérieures comme l'abolition du servage en 1861. Réinstallée au rang de puissance européenne par le traité de Paris de 1856, la France de Napoléon III est favorable à renouer avec la Russie. Les deux empereurs parviennent à s'entendre en faisant les compromis nécessaires. Alexandre II laisse les mains libres à Napoléon III en Italie, qui en retour n'intervient pas en Pologne. Le traité de commerce signé le 2 juin 1857 est un premier pas vers une alliance. Mais, une fois de plus, les évènements en Pologne vont y faire obstacle. À partir de 1860, des manifestations secouent l'ordre russe sur la terre polonaise qui conduisent à une véritable insurrection et à une terrible répression en 1863-1864. Napoléon III, ardent défenseur de la Pologne, déclare que « les traités de 1815 sont foulés aux pieds à Varsovie » mais n'a pas les moyens d'intervenir d'autant que la Prusse soutient la Russie.
L'Exposition universelle de 1867 est une occasion manquée de rapprochement : si Alexandre II est reçu avec faste par Napoléon III, des manifestations et un attentat manqué par un Polonais, mollement condamné, approfondissent le fossé qui sépare les deux pays. La Russie, qui avait hésité à s'allier à la Prusse ou à la France, finit par conclure un engagement de neutralité avec la Prusse en cas de conflit franco-prussien, qu'elle respectera à la lettre durant la guerre de 1870. Sous l'influence de Bismarck, les trois empires conservateurs, Allemagne, Autriche-Hongrie et Russie, forment une entente. La Russie s'inquiète toutefois de la puissance de la Prusse et de son militarisme. En 1874, elle la met en garde contre toute nouvelle campagne militaire contre la France,.
Alexandre III succède à son père en 1881 et signe la même année le renouvellement de l'alliance des trois empereurs. Celle-ci se délite au fil de la décennie 1880, en raison notamment des intérêts divergents dans les Balkans. En 1890, l'Allemagne informe la Russie que l'accord entre les deux empires ne sera pas renouvelé. Pour la première fois depuis 1815, la Russie se trouve isolée et fait face à la puissante Triple alliance. De plus en plus inquiet d'une éventuelle attaque par l'Allemagne, Alexandre III considère la possibilité d'une alliance avec la France. Pourtant, tout oppose sur le plan politique la Russie conservatrice où le tsar a tourné le dos aux réformes entreprises par son père, à la France républicaine dont les dirigeants sont qualifiés de « bande de canailles » par de Giers, ministre russe des Affaires étrangères de 1882 à 1895. Mais sur le plan culturel, scientifique et économique les liens entre les deux pays se développent considérablement durant le dernier tiers du XIXe siècle.

Carte des alliances en Europe en 1914.

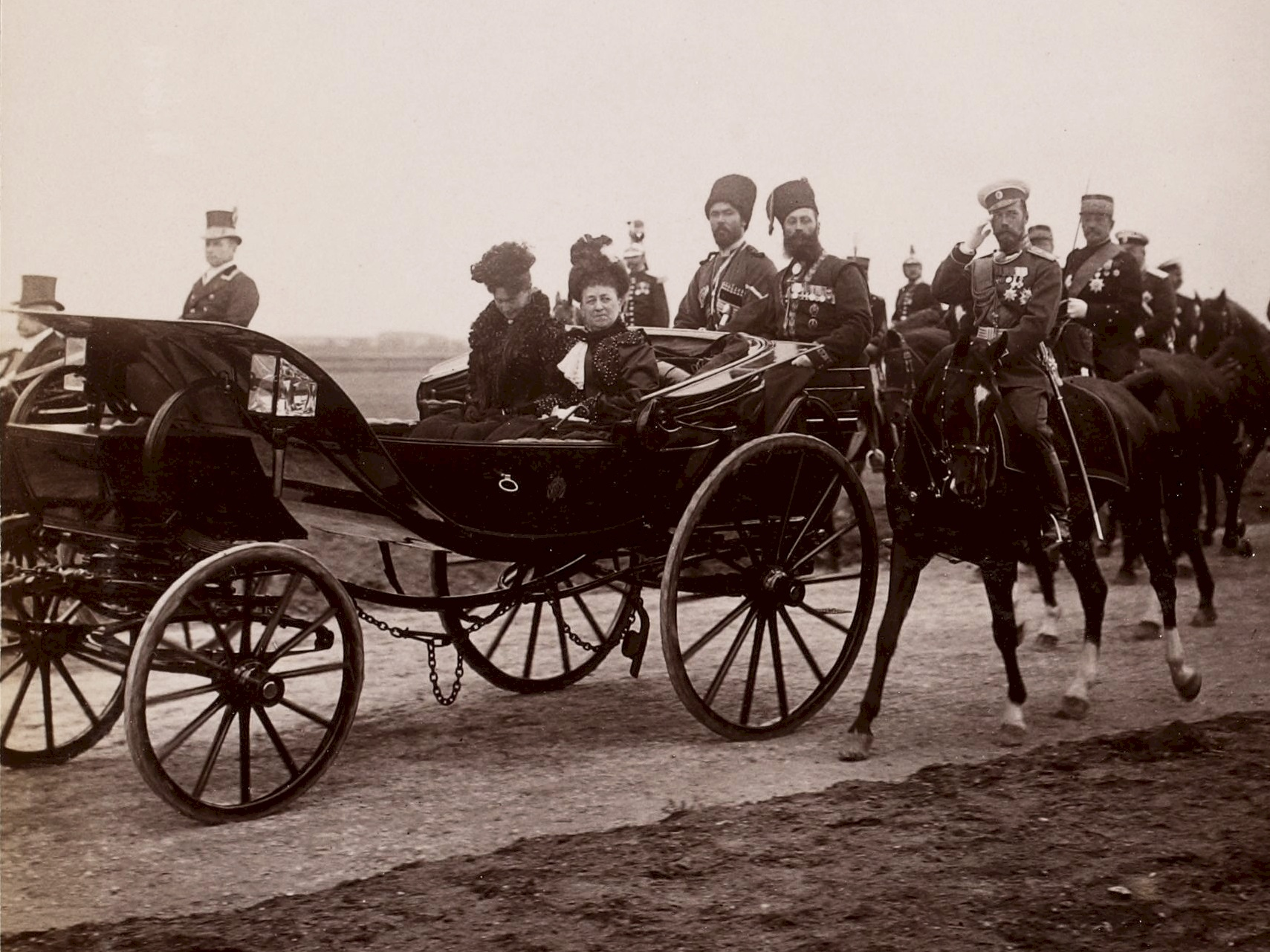
19 septembre 1901, revue de Bétheny près de Reims, par Nicolas II et Alexandra.

La Russie est à la mode en France. Ses grands scientifiques comme Dmitri Mendeleïev et Ilya Ilitch Metchnikov sont admirés. La richesse de la vie intellectuelle et artistique russe est reconnue, contribuant à améliorer l'image du pays. Grâce à ses écrivains, ses musiciens et ses peintres, la Russie incarne désormais une inventivité et une modernité qui séduisent. Réciproquement, la collaboration scientifique franco-russe en matière de biologie et de médecine devient particulièrement active et fructueuse sous l’impulsion de Louis Pasteur (1822-1895), russophile par ailleurs. Parmi les premiers savants russes invités à venir travailler dans l’institut qui porte son nom, fondé à Paris en 1888, se distingue I.I. Metchnikoff, dont les travaux seront couronnés par le prix Nobel de physiologie et de médecine en 1908,.
Le rapprochement entre les gouvernants des deux pays se concrétise d'abord sur le plan financier. À partir de 1888, l'Empire russe place avec succès des emprunts à la bourse de Paris donnant naissance aux fameux emprunts russes. Puis les liens se renforcent progressivement sur le plan géopolitique. En mars 1890, la Russie fait savoir qu'elle est intéressée par une alliance. Symbole très fort, une escadre française fait escale à Kronstadt durant l'été 1891 en présence de l'empereur. En août 1891, par un échange de lettres au niveau des ministres des Affaires étrangères, les deux pays s'obligent « à se concerter sur toutes les questions de nature à mettre la paix générale en cause. Pour le cas où cette paix serait effectivement en danger et spécialement pour celui où l’une des parties serait menacée d’une agression, il conviendrait de s’entendre sur les mesures à prendre immédiatement ». Scellant l'alliance franco-russe, une convention militaire secrète est signée le 17 août 1892 par les généraux de Boisdeffre pour la France et Obroutchev pour la Russie, chefs d'état-major de leurs pays respectifs. Cette convention stipule que si les États de la Triplice mobilisaient, la France et la Russie y répondraient en mobilisant de leur côté. Cette obligation tombait si l’Autriche était seule à le faire. Dans le cas d’une guerre déclenchée par l’Allemagne et l’Italie contre la France ou contre la Russie par l’Allemagne et l’Autriche, les États signataires se garantissaient une aide réciproque. Si la mobilisation était décidée, la France s’engageait à mettre un million trois cent mille hommes aux frontières, la Russie de sept cent à huit cent mille.
Nicolas II succède à son père en 1894 et nomme l'année suivante un francophile convaincu, Alexis Lobanov-Rostovski, aux Affaires étrangères. Celui-ci poursuit la politique de paix en Europe de son prédécesseur. Des visites officielles au plus haut niveau illustrent publiquement l'alliance franco-russe, dont les termes militaires demeurent secrets. Ainsi, Nicolas II pose à Paris en 1896 la première pierre du pont Alexandre-III. En retour, Félix Faure se rend en Russie en 1897. L'alliance franco-russe est annoncée officiellement durant ce voyage. Au début du XXe siècle, l'Allemagne est vue par l'Angleterre comme la principale menace pour la paix en Europe. Aussi, malgré les rivalités coloniales avec la France, Londres se décide à signer le 8 avril 1904 un accord avec Paris, acte de naissance de l'Entente cordiale. La signature de la convention anglo-russe de 1907 signifie la constitution de facto de la Triple-Entente entre la France, le Royaume-Uni et la Russie, face à la Triplice conclue entre l'Empire allemand, l’Empire austro-hongrois et le royaume d’Italie,.

#### Essor des relations culturelles et scientifiques à partir de la deuxième moitié duXIXesiècle
Le XVIIIe siècle a été marqué par des échanges importants entre la France et la Russie sur le plan des idées, des arts et des sciences. Ces relations vont connaître un nouvel élan durant la deuxième moitié du XIXe siècle et jusqu'à la Première Guerre mondiale. Les nouvelles sociétés savantes qui se créent en France et en Russie accélèrent la circulation des savoirs. L'expansion de l'Empire russe favorise l'essor des sciences par des savants russes, longtemps francophones, qui utilisent dorénavant leur langue vernaculaire. La langue russe devient parlée de la Baltique et de la mer Noire à l'Océan pacifique, et son emploi dans les relations politiques et commerciales devient de plus en plus fréquent. Dans les années 1860-1870, la méconnaissance de la langue russe constitue un handicap important pour la France où l'intérêt pour les études slaves va alors prendre son essor. Louis Léger, un des pionniers des études slaves, et créateur de l'enseignement du russe aux Langues orientales en 1874, est emblématique de cet intérêt porté à la Russie.
Le livre de Custine, La Russie en 1839, donna de la Russie de Nicolas Ier l'image d'un pays barbare et attardé. Cet ouvrage connut un vif succès dans une France encore humiliée et alimenta une russophobie qui atteignit son apogée avec la guerre de Crimée. Au fil des décennies suivantes, une autre perception de la Russie s'impose progressivement, celle d'un pays à l'histoire étonnante, tourmentée mais fascinante que la littérature russe traduite en français véhicule si bien. Précurseur à cet égard, Mérimée traduit à partir de 1849 plusieurs ouvrages de Pouchkine et de Tourgueniev.
La danse est un domaine d'excellence de la relation artistique franco-russe. Marius Petipas est engagé en 1847 au Théâtre impérial de Saint-Pétersbourg, aujourd’hui Mariinsky, où il devient maître de ballet,. Après avoir révélé à la France la musique (cinq concerts en 1907), puis l’opéra russes (Boris Godunov en 1908), Diaghilev fait découvrir en 1909 la chorégraphie telle qu’elle s’épanouit au théâtre Mariinsky.

## Durant la période soviétique

### Révolution d'Octobre et entrée de l'URSS dans la communauté internationale (1917-1924)
Dans les Balkans, les crises se succèdent en 1912 et 1913 qui font monter les tensions entre les trois empires continentaux. Poincaré conseille la modération à la Russie tout en l'assurant que la France respectera ses obligations en cas de guerre. Les sentiments nationalistes et les volontés de puissance vont l'emporter. L'attentat de Sarajevo et l’ultimatum autrichien à la Serbie conduisent la Russie puis l'Allemagne à décréter une mobilisation générale. L’Allemagne déclare la guerre à la Russie le 1er août 1914, et à la France le 3 août. La Première Guerre mondiale débute.
L'armée russe accumule les défaites, mais Nicolas II demeure fidèle à la Triple-Entente. Ses troupes mobilisent d'importantes forces allemandes sur le front est de l'Empire allemand et contribuent à la résistance que les forces anglaises et françaises lui opposent sur le front ouest. Mais en 1917 la révolution de Février balaye la monarchie en quelques semaines et ouvre une ère d'incertitudes pour les alliés de la Russie. Malgré les assurances du Gouvernement provisoire, l'hypothèse d'une paix séparée préoccupe l'état-major français.

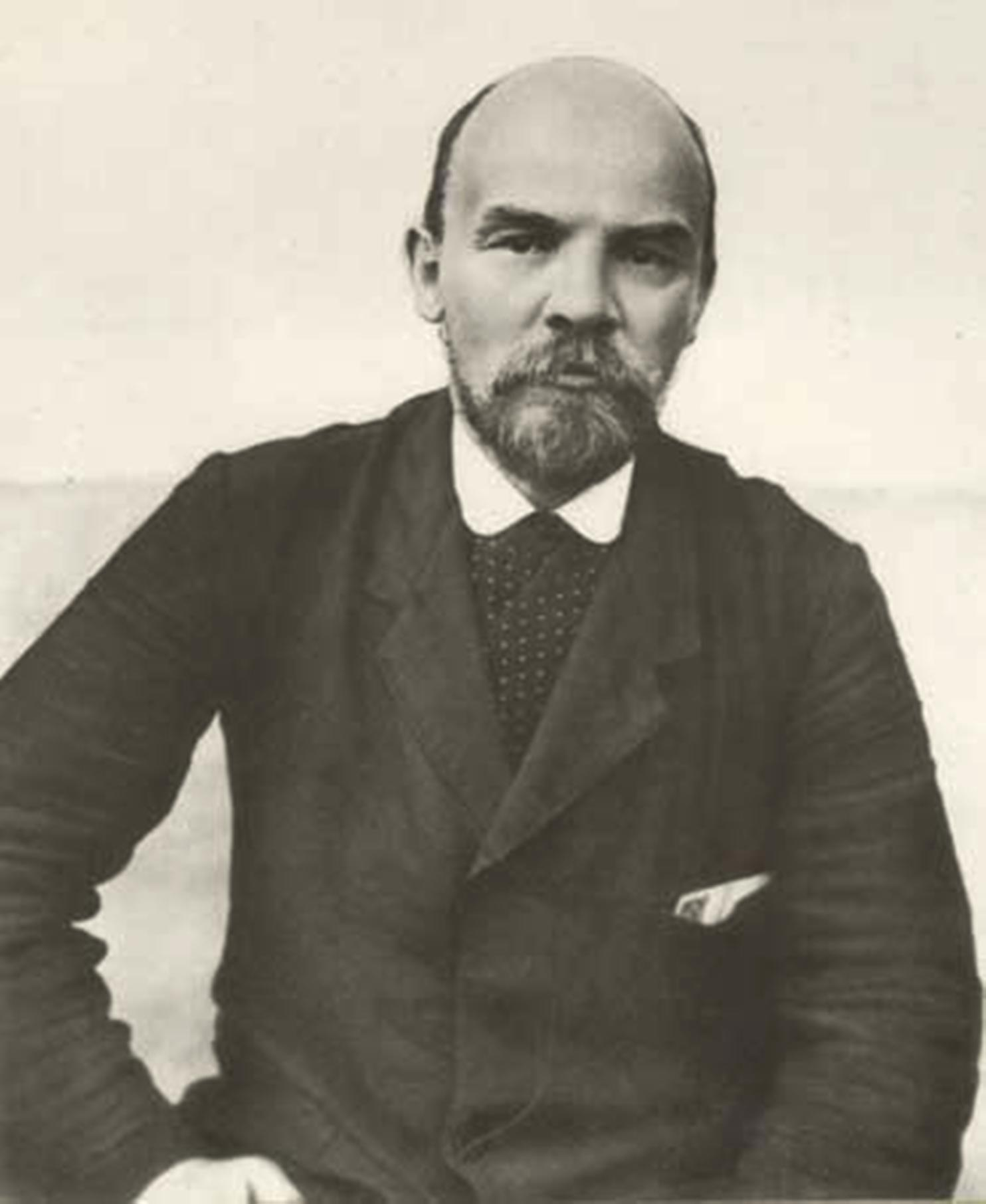
Lénine en 1914.

Lénine fait son retour en Russie en avril 1917, accueilli par ses partisans au son de La Marseillaise, symbole universel de la révolution. Il prône la paix immédiate. Lorsque les bolcheviks s'emparent du pouvoir lors de la révolution d'Octobre 1917, leur premier acte de gouvernement est de présenter un décret sur la paix qui en appelle aux peuples contre les gouvernements pour instaurer la paix. Mais c'est finalement avec les gouvernements des Empires centraux que la paix séparée de Brest-Litovsk est signée le 3 mars 1918. En réponse à ces négociations, Paris rompt ses relations diplomatiques avec Pétrograd le 22 décembre 1917,,.
Le 14 janvier 1918, Lénine et Trotski répudient les emprunts russes émis par le régime tsariste. Un million et demi d’épargnants français sont ruinés par la non-reconnaissance des emprunts russes, un contentieux qui va peser durant des années sur la relation entre les deux pays.
Effrayés par le discours de Lénine sur la révolution mondiale et s'estimant trahis, la France, le Royaume-Uni et les États-Unis décident d'apporter un soutien militaire aux forces antibolchéviques des « Russes blancs ». Les Français concentrent leur intervention en Crimée et n'ont qu'une présence modeste en Sibérie. En décembre 1919, pour justifier l’intervention militaire française en Russie, Clemenceau oppose la « civilisation européenne » à la « barbarie communiste » en définissant le gouvernement des Soviets « comme le plus atroce, le plus barbare qui ait jamais dévasté aucun territoire du monde connu », et il énonce une stratégie qui cherche à isoler au maximum la Russie soviétique en déployant : « autour du bolchevisme un réseau de fils de fer barbelés qui l’empêche de se ruer sur l’Europe civilisée ».

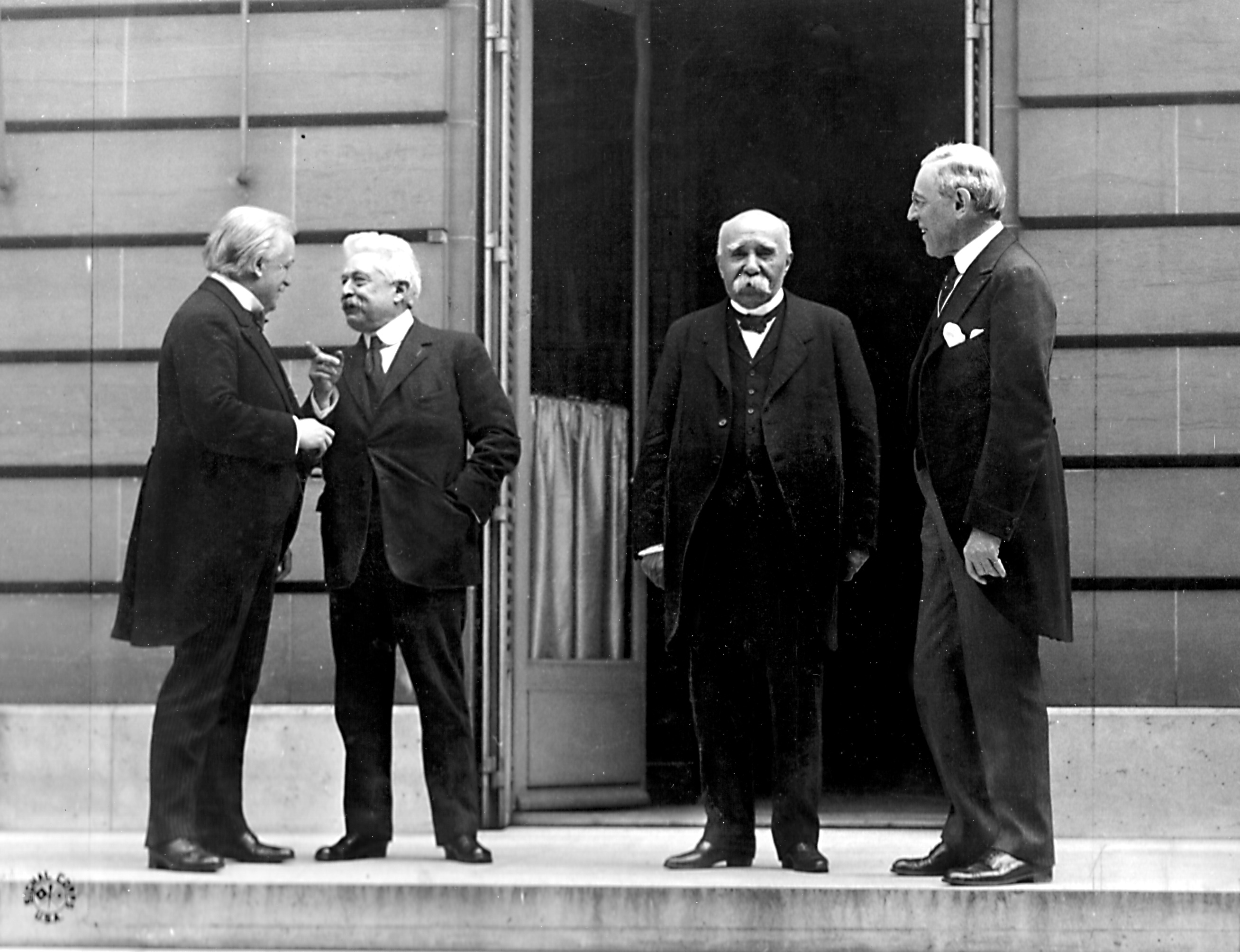
Le Conseil des Quatre à la conférence de paix : Lloyd George, Vittorio Orlando, Georges Clemenceau, et Woodrow Wilson.

L'opinion française veut la paix et des mutineries éclatent. Les troupes françaises sont rapatriées à la fin de l'année 1919. Le Conseil suprême allié décide la levée du blocus économique de la Russie soviétique en janvier 1920, mais il n'est pas encore question de reconnaître de jure la légitimité de l'État bolchevik. Fin 1920, les « Armées blanches » ont perdu la partie, même si le pays est en proie à la famine et aux derniers sursauts de la guerre civile jusqu'en octobre 1922, quand Vladivostok est conquise par l'Armée rouge. L'URSS est fondée le 30 décembre 1922. Plusieurs centaines de milliers de Russes s'exilent, dont environ cent mille choisissent de s'installer en France.
Le régime soviétique demeure isolé sur la scène européenne et n'a pas d'autre choix que d'entériner les traités qui recréent la Pologne et donnent naissance aux États baltes. À partir de 1921, Lénine promeut la « coexistence pacifique » et entreprend de renouer des liens commerciaux et diplomatiques en Europe. Raymond Poincaré, président du Conseil en 1922-1924, demeure hostile à tout compromis avec les Soviétiques. Après la plupart des pays européens, la France reconnaît officiellement l'URSS le 28 octobre 1924, en grande partie grâce à la victoire électorale du cartel des gauches et à l'arrivée au pouvoir d'Édouard Herriot, partisan convaincu du rapprochement franco-soviétique, par nécessité de réintégrer 120 millions de Russes dans la vie de l'Europe et d'accorder la politique française envers la Russie avec celle des autres grandes puissances occidentales, au risque sinon de perdre les bénéfices moraux, politiques et économiques que la France peut espérer en retirer. Toutefois l'acte officiel de reconnaissance rappelle les deux sujets non résolus qui continuent de peser négativement sur les relations franco-russes : le remboursement des emprunts et la menace représentée par un PCF soumis à Moscou et qui aspire ouvertement à la disparition de l'État français. Au milieu des années 1920, la Russie soviétique a donc réussi à consolider son statut international sans grandes concessions majeures de la part du régime.

### Alliance avortée (1925-1939)
Les relations politiques demeurent très tendues. Ainsi, l'ambassadeur soviétique à Paris, Christian Rakovski, est expulsé de France en 1927 pour s'être rendu coupable d'« activités révolutionnaires » subversives. La relation n'est pas meilleure entre l'URSS et le Royaume-Uni. En contrepoint, la direction soviétique communique publiquement sur l'hostilité consubstantielle des États impérialistes et sur l'inévitabilité d'une guerre. En octobre 1926, Staline fait adopter la thèse du « socialisme dans un seul pays », nécessaire à ses yeux tant l'URSS est encore trop faible à ses yeux pour s'engager dans un conflit armé contre la France et le Royaume-Uni. Cette orientation stratégique renforce le besoin de vivre en coexistence pacifique avec les États ouest-européens, au moins pour un temps, et de tout faire pour éviter la formation d'un bloc antisoviétique.
En application de cette stratégie, les États soviétique et français signent le 29 novembre 1932 pour deux ans un pacte de non-agression ; pour les Français, il s’agit, dans l’hypothèse d’un conflit franco-allemand à venir, de s’assurer de la neutralité soviétique ; du côté soviétique, il s’agit d’obtenir le soutien de la France dans des négociations soviéto-polonaises. Le pacte se prononce aussi en faveur du développement des échanges commerciaux et réaffirme le principe de non-ingérence dans les affaires intérieures.
À partir de 1932, le commissaire du peuple aux Affaires étrangères, Maxime Litvinov, avertit Staline du danger de la montée du nazisme en Allemagne. Finalement convaincu par les arguments de son ministre et les premiers agissements d'Hitler devenu chancelier, Staline se dit prêt à signer un accord de défense contre une agression de l'Allemagne. Aussi, la proposition de Louis Barthou de préparer un ambitieux pacte oriental de sécurité régionale est-elle accueillie favorablement à Moscou,,. L'assassinat de Barthou conduit à son remplacement par le très anti-communiste Pierre Laval. Celui-ci revoit à la baisse les ambitions initiales mais poursuit tout de même les négociations qui aboutissent en mai 1935 au traité d'assistance mutuelle entre la France et l'Union soviétique,,.
Avec la victoire du Front populaire, la diplomatie soviétique tente de ranimer l'idée d'une alliance antifasciste qui pourrait également inclure le Royaume-Uni ; pourtant, après son entretien avec Léon Blum, Maxime Litvinov confie à Staline que le président du Conseil français lui a donné « une impression de fatigue et de fatalisme d'outre-tombe ». Quant aux discussions militaires franco-soviétiques, qui avaient constamment été reportées par les autorités françaises, Léon Blum reconnait qu'elles sont « sabotées » par les généraux et par son ministre de la Défense, Édouard Daladier, qui le remplacera peu après en s'alliant avec la droite.
Lors de la crise tchécoslovaque — le pays étant menacé d'invasion par l'Allemagne nazie — l'URSS réclame la tenue immédiate de négociations militaires entre des représentants des forces soviétiques, françaises et tchécoslovaques, ainsi que l'inscription de la crise à l'ordre du jour de l'assemblée générale de la SDN. L'ambassadeur soviétique Ivan Maïski indique que son pays est disposé à apporter une aide militaire à la Tchécoslovaquie, à condition que la France et le Royaume-Uni en fassent autant. Ces derniers refusent et signent les accords de Munich en septembre 1938. Litvinov est remplacé par Viatcheslav Molotov, un fidèle de Staline et beaucoup moins favorable que son prédécesseur au rapprochement avec la France et le Royaume-Uni. Constatant que ces deux pays ne sont pas prêts à faire la guerre pour la Pologne, Staline et Molotov négocient en quelques semaines seulement le pacte germano-soviétique, signé le 23 août 1939, qui scelle le sort de la Pologne et des Pays baltes,.
Les relations culturelles ou scientifiques durant les années 1920 et 1930 restent limitées mais ne sont jamais interrompues complètement. Par exemple, le prestige de Louis Pasteur demeure intact, et son nom est donné à l'Institut d'épidémiologie et de microbiologie de Léningrad fondé en 1923,.

### Affrontement idéologique, par-delà les relations interétatiques
Cent-trente ans après la Révolution française, Octobre 17 ramène l'idée de révolution au centre de la politique européenne. Cette nouvelle révolution porte non plus le drapeau de la bourgeoisie mais celui de la classe ouvrière. Le léninisme inscrit une partie de ses racines dans la Révolution française, si chère à la gauche française. La Révolution russe est largement perçue comme fille de la Révolution française et acquiert comme elle une dimension universelle. En quelques années, la Russie passe du statut d'État arriéré à celui d'État phare, porteur de la paix et de la révolution prolétarienne. En 1922, les espoirs de Lénine que la Révolution russe se propage à l'Allemagne et au reste de l'Europe sont déçus, mais Lénine et les bolcheviks ont installé durablement leur pouvoir en URSS. La France prend conscience de la dualité de l’État soviétique, qui s’engage par les accords conclus à respecter les règles de la vie internationale et dont la vocation est en même temps de déstabiliser l’ordre existant au profit de la révolution.

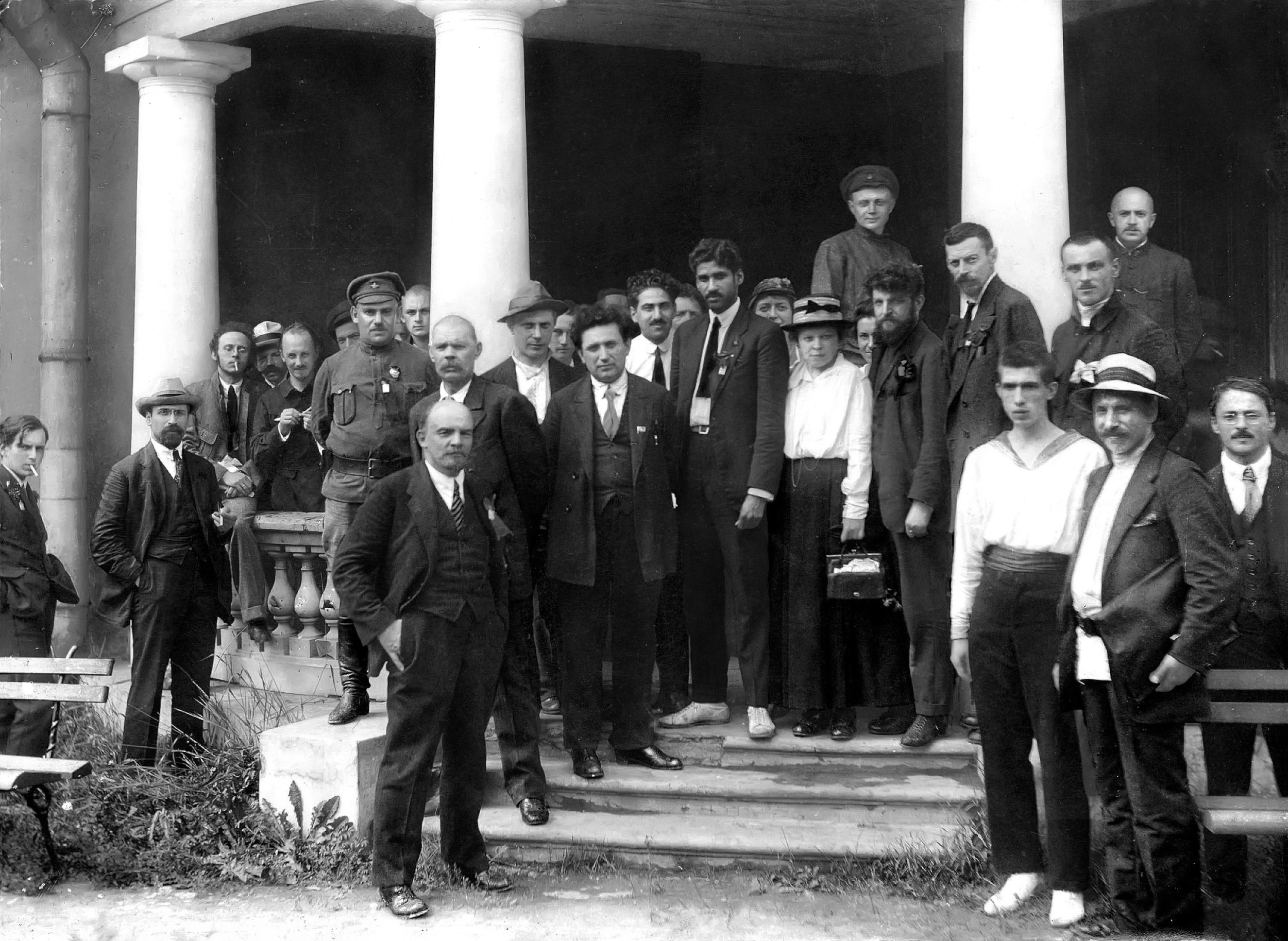
Lénine en compagnie d'autres participants du second congrès de l'Internationale communiste, en 1920.

Fondée en 1919, la IIIe Internationale (ou Komintern), à laquelle une large majorité des socialistes français de la SFIO a décidé d'adhérer lors du congrès de Tours, part du principe que l'idéologie et le modèle d'organisation du parti bolchévique sont applicables partout pour fomenter d'autres révolutions d'Octobre. Moscou soumet à son autorité le PCF au nom d'une idéologie commune, le marxisme-léninisme. Ainsi, une relation forte s'instaure entre les dirigeants du PCUS, et donc de l'État soviétique, et le PCF qui leur est largement inféodé et porte un affrontement idéologique de nature à déstabiliser le régime en place en France au profit des intérêts de Staline. Afin d’étouffer toute velléité de dissidence trotskiste dans les années 1920, l’Internationale communiste envoie clandestinement à Paris Dmitri Manouïlski pour mener à bien la bolchevisation du PCF. Durant les années 1930, l'envoyé du Komintern, Eugen Fried, est le véritable patron du PCF, officiellement dirigé par Maurice Thorez. Sur ordre de Moscou, celui-ci se rend clandestinement en URSS où il restera durant toute la Seconde Guerre mondiale,.
Face à la montée du nazisme, le Komintern change sa ligne radicale en 1934-1935 et appelle désormais à l'union avec les autres partis de gauche. Le Front populaire dans lequel le PCF participe à la coalition gouvernementale en résulte.

### Durant la Seconde Guerre mondiale et la guerre froide

#### Espoirs déçus de la relation franco-soviétique (1941-1963)
Dès septembre 1941, le gouvernement soviétique reconnaît le général de Gaulle comme le leader « de tous les Français libres ». L'escadron de chasse 2/30 Normandie-Niemen des Forces aériennes françaises libres (FAFL) combat sur le front de l'Est dans les rangs soviétiques. En 1943 et 1944, Moscou choisit de coordonner sa position vis-à-vis de la France avec Londres et Washington, et de ne reconnaître le GPRF que le 23 octobre 1944. Staline demande à Thorez, leader du PCF, d'accepter l'installation du pouvoir gaulliste. De Gaulle comme Staline comprennent l'intérêt de développer leurs relations afin de faire contrepoids à la domination des Américains et des Britanniques en Europe et d'éviter la renaissance d'une Allemagne puissante que les Soviétiques comme les Français craignent par-dessus tout. Le traité d'alliance entre la France et l'URSS signé à Moscou le 10 décembre 1944 traduit cette convergence de vues et symbolise le retour de la France sur la scène diplomatique. L'association France-URSS est fondée en janvier 1945 et publie le mensuel France-URSS magazine.
À partir de 1945, la guerre froide va rapidement imposer sa logique et conduire la France dont le gouvernement compte des ministres communistes et qui est un moment tentée par une ligne de neutralité entre l'Est et l'Ouest naissants, à choisir clairement le camp occidental et à faire reposer sa sécurité sur l'Alliance atlantique conclue avec les États-Unis. La France y est aussi incitée car, malgré le traité d'alliance, Staline ne soutient pas les demandes françaises relatives à l'Allemagne, qui concernent notamment l’internationalisation de la Ruhr et le contrôle français de la Rhénanie. L'échec de la conférence de Moscou en avril 1947 et le départ des ministres communistes signifie la fin de tout dialogue politique constructif avec Moscou jusqu'à la mort de Staline et l'installation d'un gouvernement collégial.
La guerre de Corée et la guerre d'Indochine, durant laquelle le Việt Minh est soutenu par les Soviétiques, exacerbent les craintes sur la sécurité de l'Europe et relance la volonté américaine de procéder au réarmement allemand auquel la France demeure hostile. La France propose en 1950 d'encadrer le réarmement allemand au sein d'une Communauté européenne de défense (CED) à laquelle gaullistes et communistes sont fermement opposés. Staline tente sans succès de fissurer le bloc occidental en proposant la réunification et le neutralisation de l'Allemagne en mars 1952.
La mort de Staline le 5 mars 1953 fait naître des espoirs de détente et incite une partie de la classe politique française à vouloir d'ultimes négociations avec Moscou avec l'idée qu’un accord sur l’Allemagne et la sécurité en Europe permettrait de ne pas avoir à ratifier la CED,. En 1954, Moscou mène une offensive diplomatique largement destinée à la France en proposant le plan Molotov de sécurité européenne excluant les États-Unis. Ces propositions entraînent un vaste débat en France entre « atlantistes » et partisans de l'alliance franco-soviétique qui contribue à l'échec de la ratification de la CED par le Parlement français en août 1954. Une solution alternative est vite trouvée et donne naissance aux accords de Paris qui incluent le réarmement allemand dans le cadre de l'OTAN ; après leur ratification, le présidium du Soviet suprême de l’URSS annule le 7 mai 1955 le traité franco-soviétique signé en 1944.
Les propositions soviétiques sur un système de sécurité en Europe, les négociations vite menées sur le traité de paix avec l'Autriche, les déclarations de Khrouchtchev sur la coexistence pacifique et sur les crimes de Staline lors du XXe congrès du PCUS, installent entre 1954 et 1956 un climat de détente dans la guerre froide. Les gouvernements de la Quatrième République se succèdent rapidement, mais Pierre Mendès France, Edgar Faure puis Guy Mollet sont convaincus de l'intérêt pour la France de négocier avec Moscou pour consolider la paix et explorer les possibilités de réduction des armements en Europe. Le voyage de Guy Mollet à Moscou en mai 1956, près de douze ans après celui du général de Gaulle, marque l'apogée des espoirs — ou des illusions pour les nombreux opposants à un rapprochement avec l'URSS — de Paris. Les relations vont se détériorer dès l'été 1956 lorsqu'il devient clair que Moscou soutient ouvertement le FLN en Algérie. Les menaces soviétiques durant la crise du canal de Suez et surtout l'écrasement du soulèvement hongrois en novembre 1956 achèvent de ruiner les espoirs de détente et incitent la France à adopter de nouveau une ligne très ferme vis-à-vis de l'URSS.
De retour au pouvoir en 1958, de Gaulle poursuit la politique de fermeté envers l'URSS. Il n'a nullement l’intention de s’orienter vers une forme quelconque de neutralisme et encore moins de procéder à un renversement d’alliances. La crise de Berlin ouverte par Khrouchtchev en 1958 domine les relations Est-Ouest durant trois ans. Le rapprochement franco-allemand qui culmine avec le traité de l'Élysée du 22 janvier 1963 est perçu très négativement par Moscou qui accuse Paris de promouvoir un bloc militaire revanchiste et antisoviétique. Par ailleurs, si les Soviétiques apprécient la volonté d'indépendance de la France à l'égard des États-Unis, ils s'inquiètent de sa contrepartie qu'est la constitution d'une force de frappe nucléaire.

#### La «détente» au centre des relations franco-soviétiques (1964-1979)
Pour un article plus général, voir Détente (guerre froide).
De Gaulle a muri depuis 1944 une vision à long terme des relations franco-soviétiques. Il est persuadé que le communisme finira par échouer et que la Russie reviendra à une politique traditionnelle de grande puissance. Une plus grande autonomie des Européens de l'Ouest par rapport aux Américains, assortie du renoncement aux armes nucléaires par l'Allemagne, permettrait de lancer une politique de détente en direction des Russes. Ainsi rassurés, ceux-ci seraient motivés à mettre en place un nouveau système de sécurité en Europe débarrassé des tensions idéologiques et pourraient se concentrer sur la menace chinoise.
En parallèle de sa politique de rapprochement franco-allemand, de Gaulle amorce sa stratégie russe dès 1959. Il reconnaît la ligne Oder-Neisse et évoque en public « une Europe de l’Atlantique à l’Oural »,, seule garante de paix et de liberté. En mars 1960, il invite en France Nikita Khrouchtchev, pour une longue visite, lors de laquelle de Gaulle traite avec lui d’égal à égal,. La France et l'URSS s'accordent sur le développement de leurs relations commerciales. Toutefois, les crises comme les désaccords profonds au sujet de l'Allemagne entretiennent un mauvais climat politique.
À partir de 1964, bénéficiant d'un climat plus général de détente Est-Ouest, les relations franco-soviétiques s'améliorent nettement. En 1964 et 1965, les Soviétiques envoient de nombreux signaux pour montrer qu'ils sont demandeurs d'une amélioration des relations bilatérales. En 1966, après la distance prise avec le commandant intégré de l’OTAN, de Gaulle entreprend en URSS un long voyage du 20 juin au 2 juillet 1966,,. Il plaide pour « l'Europe aux Européens » et la fin de la confrontation rigide des deux blocs de l'Est et de l'Ouest, tandis que Brejnev, qui apparaît de plus en plus comme l'homme fort du régime, met l'accent sur le danger allemand et la reconnaissance du statu quo en Europe. Deux accords-cadres sur la coopération économique, scientifique, et technique, et sur la coopération spatiale sont conclus. Sans résultat politique spectaculaire autre que l'engagement des deux pays à se concerter régulièrement sur les grands problèmes internationaux, ce voyage ouvre la porte à dix années de détente Est-Ouest. De mi-1966 à mi-1968, les rencontres bilatérales à haut niveau se multiplient, nourries par une convergence de vues totale ou partielle sur la guerre du Viêt Nam ou le conflit israélo-arabe. Elles s'interrompent après l'invasion de la Tchécoslovaquie en août 1968 pour mettre fin au Printemps de Prague, qui met en évidence le fossé qui existe entre l'attachement de Moscou au statu quo hérité de Yalta et Potsdam, et la vision gaullienne d'une Europe de nations indépendantes vivant en paix.
Georges Pompidou reprend à son compte la politique de dialogue avec la Russie, concurremment avec deux autres grandes priorités : la construction européenne et la normalisation des liens d'amitié avec les États-Unis. La France est aussi incitée à demeurer un interlocuteur politique majeur de l'URSS, alors que cette-ci entreprend sous l'impulsion de Brejnev un spectaculaire rapprochement avec les États-Unis et avec l'Allemagne de l'Ouest (RFA) dont l'Ostpolitik ouvre d'intéressantes perspectives sur le statut de la RDA, la reconnaissance des frontières existantes et les relations commerciales. L'avancée majeure des relations franco-soviétiques est le soutien apporté par la France à partir de la fin de 1969 au projet de conférence sur la sécurité en Europe poussé par Moscou depuis des années. Le rôle joué par la France au Conseil de l'Atlantique nord, dans la négociation de l'accord quadripartite sur Berlin et dans la mise sur pied de la CSCE est apprécié par l'Union soviétique. La culture occupe aussi une place importante dans les relations entre les deux pays, qui sont conscients de l'impact politique qu'ils peuvent en retirer.
Malgré la priorité qu'il doit donner aux graves problèmes économiques et politiques du moment qui requièrent un dialogue étroit avec les États-Unis, l'Allemagne et les autres membres de la CEE, Valéry Giscard d'Estaing poursuit à son tour la politique de détente avec l'URSS qu'il souhaite dépasser en la plaçant de plus en plus sous le signe de l'entente et de la coopération. Lors du sommet de décembre 1974, la signature d'un accord quinquennal de coopération, de plusieurs grands projets industriels et d'achats de gaz russe témoignent de l'intérêt porté de part et d'autre au développement des échanges commerciaux,. Une déclaration sur le développement de l'amitié et la coopération avec l'URSS est signée le 17 octobre 1975. Sur le plan politique, les Soviétiques considèrent que la détente internationale ne signifie nullement l'abandon de la lutte des idées. Ils insistent sur la reconnaissance de la situation qui s'est créée dans l'Europe d'après-guerre, sur la nécessité de la coexistence pacifique entre les États aux systèmes sociaux différents et sur l'inadmissibilité d'immixtion dans les affaires intérieures. Les suites de la CSCE et notamment la question des droits de l'homme, fortement mise en avant par la nouvelle administration américaine, ainsi que le refus constant de la france d'inclure sa force de dissuasion nucléaire dans les négociations sur le désarmement empêchent tout nouveau progrès réel sur la détente malgré les déclarations positives faites à l'occasion de chaque nouveau sommet,.

#### Coup de froid des années 1979-1984

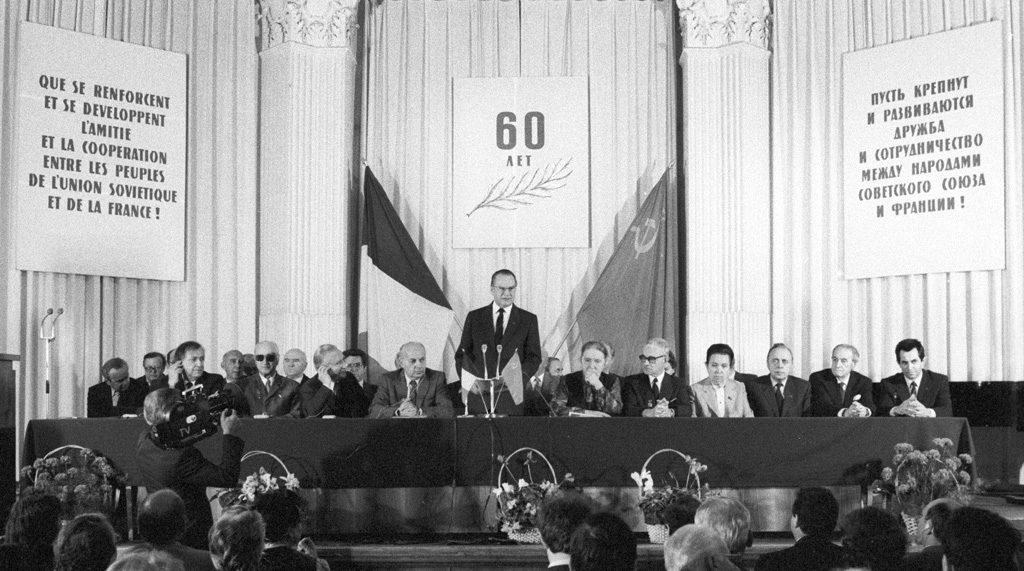
Meeting dédié aux 60 ans de relations entre la France et l'URSS, Moscou, en 1984.

L'intervention soviétique en Afghanistan fin 1979, unanimement condamnée à l'Ouest, donne un coup de froid aux relations bilatérales déjà alourdies par la crise des euromissiles et la situation en Pologne. La brève rencontre entre les dirigeants français et russes à Varsovie en mai 1980 illustre la permanence de la volonté française d'entretenir des relations privilégiées avec Moscou, sans espoir de résultat.
François Mitterrand adopte d'emblée une attitude de grande fermeté à l'égard des Soviétiques. Les sommets réguliers sont suspendus. La dégradation de l'état de santé de Brejnev, puis les courts passages au pouvoir d'Andropov et de Tchernenko, se traduisent aussi par un immobilisme politique sur le plan intérieur comme extérieur.

#### Reprise du dialogue avec Gorbatchev (1985-1991)
L'arrivée de Mikhaïl Gorbatchev en 1985 modifie le contexte. François Mitterrand et Mikhaïl Gorbatchev se rencontrent dix fois entre 1985 et 1991. Après les sommets d'octobre 1985 et de juillet 1986, les désaccords entre la France et l'URSS sur les questions de désarmement nucléaire tendent les relations. Faisant suite aux entretiens du ministre soviétique des Affaires étrangères, Chevardnaze, à Paris en octobre 1988, celles-ci reprennent au sommet fin 1988 quand Mitterrand se rend à Baïkonour et à Moscou les 25 et 26 novembre. Puis Gorbatchev est à Paris du 4 au 6 juillet 1989. Les évènements en RDA conduisent à un nouveau sommet dès le 6 décembre 1989 à Kiev suivi d'une rencontre à Moscou le 25 mai 1990. Un nouveau sommet se tient à Paris les 28 et 29 octobre 1990, dans le contexte de la crise du Golfe, de la détérioration croissante de la situation économique en URSS et de la tenue du deuxième sommet de la CSCE en novembre 1990. Mitterrand se rend à Moscou le 6 mai 1991. Une nouvelle rencontre a lieu le 17 juillet 1991 en marge du G7 auquel Gorbatchev est invité à participer. Une dernière rencontre a lieu les 30 et 31 octobre à Latché. Jusqu'au bout, la France continue d'apporter son soutien à M. Gorbatchev qui tente de bâtir une nouvelle Union devant succéder à l'URSS.

#### Sommets franco-soviétiques
Les rencontres franco-soviétiques à haut niveau politique ne se limitent pas aux sommets auxquels le président du Conseil (sous la Quatrième République) ou le président de la République (sous la Cinquième République) participe. Ainsi, Georges Pompidou et Valéry Giscard d'Estaing dans leurs fonctions ministérielles avant qu'ils ne soient élus président ont rencontré à plusieurs reprises leurs homologues soviétiques. Par exemple, Pompidou rencontre Kossyguine à Moscou en juillet 1967.
|        | Date                           | Lieu        | Chef d'État ou de gouvernement | Chef d'État ou de gouvernement       | Principaux sujets abordés |
| France | Date                           | Lieu        | Russie / URSS                  |                                      | |
| ------ | ------------------------------ | ----------- | ------------------------------ | ------------------------------------ | --- |
| 1      | 30 nov. - 16 déc. 1944         | Moscou      | C. de Gaulle                   | J. Staline                           | Signature du traité d'alliance entre la France et l'URSS prévoyant une assistance mutuelle en cas d'attaque allemande.                                                 |
| 2      | 15 mai - 22 mai 1956           | Moscou      | Guy Mollet                     | N. Boulganine N. Khrouchtchev        | Entretiens avec le maréchal Boulganine, Nikita Khrouchtchev et Molotov,                                                                                                |
| 3      | 23 mars - 3 avril 1960         | Paris       | C. de Gaulle                   | N. Khrouchtchev                      | Préparation de la conférence des 4 puissances, qui doit s'ouvrir le 16 mai à Paris, développement sur tous les plans des relations bilatérales franco-soviétiques.     |
| 4      | 14 - 17 mai 1960               | Paris       | C. de Gaulle                   | N. Khrouchtchev                      | Entretiens préparatoires entre de Gaulle et Khrouchtchev. Sommet avorté en raison de l'affaire du survol de l'URSS par un avion espion U2.                             |
| 5      | 20 juin - 1er juill. 1966      | Moscou      | C. de Gaulle                   | N. Podgorny L. Brejnev A. Kossyguine | Pas de résultat concret sur le plan politique, mais une ouverture vers la détente. Signature d'accords dans le domaine économique, technique, scientifique et spatial. |
| 6      | 1er déc. - 9 déc. 1966         | Paris       | C. de Gaulle                   | A. Kossyguine                        | |
| 7      | 16 juin 1967 et 1 juillet 1967 | Paris       | C. de Gaulle                   | A. Kossyguine                        | Escale à Paris de Kossyguine, à l'aller et au retour des États-Unis, pour rencontrer L. Johnson et participer à l'Assemblée générale de l'ONU.                         |
| 8      | 6 - 13 octobre 1970            | Moscou      | G. Pompidou                    | L. Brejnev                           | Déclaration commune et protocole politique signé par les deux États.                                                                                                   |
| 9      | 26 - 30 octobre 1971           | Paris       | G. Pompidou                    | L. Brejnev A. Kossyguine             | |
| 10     | 11 - 12 janvier 1973           | Minsk       | G. Pompidou                    | L. Brejnev                           | Échange de vues sur les MBFR, accord pour que la CSCE soit convoquée dans les prochains mois,.                                                                         |
| 11     | 25 - 27 juin 1973              | Rambouillet | G. Pompidou                    | L. Brejnev                           | [ 84 ] |
| 12     | 11 - 13 mars 1974              | Moscou      | G. Pompidou                    | L. Brejnev                           | |
| 13     | 4 - 7 décembre 1974            | Rambouillet | V. Giscard d'Estaing           | L. Brejnev                           | Signature d'accords commerciaux, rapprochement des points de vue sur la CSCE.                                                                                          |
| 14     | 14 - 17 octobre 1975           | Moscou      | V. Giscard d'Estaing           | L. Brejnev                           | Échanges sur les suites de la CSCE, le désarmement et la non-prolifération nucléaire. Déclaration sur le développement de l'amitié et la coopération avec l'URSS.      |
| 15     | 21 - 22 juin 1977              | Paris       | V. Giscard d'Estaing           | L. Brejnev                           | Échanges sur les suites de la CSCE, le désarmement et la non-prolifération nucléaire.                                                                                  |
| 16     | 27 - 28 avril 1979             | Moscou      | V. Giscard d'Estaing           | L. Brejnev                           | Signature d'accords pluriannuels de coopération économique, scientifique et politique,.                                                                                |
| 17     | 19 mai 1980                    | Varsovie    | V. Giscard d'Estaing           | L. Brejnev                           | Courte rencontre faisant suite à l'invasion de l'Afghanistan par les troupes soviétiques.                                                                              |
| 18     | 20 - 23 juin 1984              | Moscou      | F. Mitterrand                  | K. Tchernenko                        | |
| *      | 13 mars 1985                   | Moscou      | F. Mitterrand                  | M. Gorbatchev                        | Obsèques de K. Tchernenko. Bref entretien entre Mitterrand et Gorbatchev.                                                                                              |
| 19     | 2 - 5 octobre 1985             | Paris       | F. Mitterrand                  | M. Gorbatchev                        | Entretiens portant sur le désarmement en Europe, la force de dissuasion française, la situation des dissidents en URSS.                                                |
| 20     | 7 - 10 juillet 1986            | Moscou      | F. Mitterrand                  | M. Gorbatchev                        | Entretiens en tête-à-tête sur le désarmement en Europe. |
| 21     | 25 - 26 novembre 1988          | Baïkonour   | F. Mitterrand                  | M. Gorbatchev                        | |
| 22     | 4 - 6 juillet 1989             | Paris       | F. Mitterrand                  | M. Gorbatchev                        | |
| 23     | 6 décembre 1989                | Kiev        | F. Mitterrand                  | M. Gorbatchev                        | |
| 24     | 25 mai 1990                    | Moscou      | F. Mitterrand                  | M. Gorbatchev                        | |
| 25     | 28 - 29 octobre 1990           | Paris       | F. Mitterrand                  | M. Gorbatchev                        | |
| 26     | 6 mai 1991                     | Moscou      | F. Mitterrand                  | M. Gorbatchev                        | |
| 27     | 17 juillet 1991                | Londres     | F. Mitterrand                  | M. Gorbatchev                        | Rencontre en marge du sommet du G7 auquel Gorbatchev a été invité à participer.                                                                                        |
| 28     | 30 octobre 1991                | Latche      | F. Mitterrand                  | M. Gorbatchev                        | Dernière rencontre, deux mois avant la disparition de l'URSS. |

## Relations avec la fédération de Russie de 1992 à 2014

### Du chaos au redressement russe (1992 - 2007)

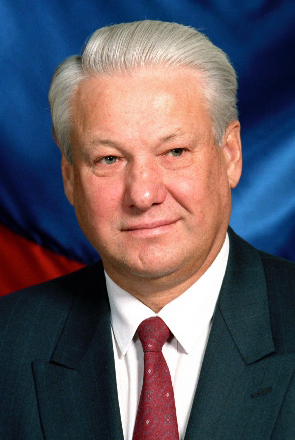
Portrait officiel de Boris Eltsine, président de la fédération de Russie de 1991 à 1999.

Après soixante-dix ans de symbiose complète entre l'URSS et la Russie, celle-ci proclame sa souveraineté le 12 juin 1990. Élu à la tête de la RSFS de Russie, Boris Eltsine s'oppose à Gorbatchev et devient l'un des acteurs clés de la fin de l'URSS. Boris Eltsine est brièvement reçu à l'Élysée pour la première fois le 18 avril 1991. Le 7 février 1992, trois mois après la dislocation de l'URSS, à l'occasion du voyage officiel de Boris Eltsine à Paris, la France reconnaît officiellement la fédération de Russie comme État successeur de l'URSS dont elle reprend les engagements internationaux et surtout les armes nucléaires. Cette reconnaissance est accompagnée de la signature d'un Traité bilatéral d’amitié, d’entente et de coopération, qui remplace la déclaration sur le développement de l'amitié et la coopération avec l'URSS du 17 octobre 1975,.
De nombreux accords bilatéraux sont signés durant les quinze années suivantes dans des domaines variés : culturel (1992), scientifique et technologique (1992), agricole et agro-industriel (1992), élimination des armes nucléaires (1992), exploration et utilisation de l'espace à des fins pacifiques (1996), énergie nucléaire (1996), développement des autoroutes (1999), tourisme (2003), sécurité intérieure et lutte contre la criminalité (2003), développement des lanceurs spatiaux (2003), destruction des stocks d'armes chimiques en fédération de Russie (2006),. La culture continue d'occuper une place de choix dans les relations entre les deux pays.
Pour une part, les relations entre la France et la Russie s'inscrivent dorénavant dans le cadre plus large de celles entre la Russie et l'Union européenne, dont la base est l'Accord de partenariat et de coopération établissant un partenariat entre les Communautés européennes et leurs États membres, d'une part, et la fédération de Russie d'autre part, signé le 24 juin 1994.
Comme souvent dans l'histoire des relations franco-russes, elles sont d'autant meilleures qu'elles servent les intérêts des deux pays à ne pas laisser l'Allemagne et les États-Unis jouer seuls les premiers rôles. Paris appuie donc l'intégration de Moscou dans les organisations multinationales mondiales ou européennes, cherche des solutions pour compenser le maintien et bientôt l'expansion de l'OTAN, et n'abandonne pas facilement l'idée de bâtir une architecture de sécurité européenne qui serait l'héritière de la « maison commune européenne » de Gorbatchev et de la « confédération européenne » de Mitterrand,.
Pour sortir du chaos, le pays a besoin de l'aide occidentale et n'a donc d'autre choix que d'adopter une politique étrangère très conciliante avec les États-Unis et les États européens. Eltsine et Andreï Kozyrev, son ministre des Affaires étrangères, espèrent que leur attitude pro-occidentale permettra la démocratisation en profondeur de la Russie, son redémarrage économique et sa réadmission dans le concert des grandes puissances. Ces espoirs sont en partie déçus, l'aide occidentale est insuffisante pour éviter à la Russie de s'enfoncer dans la dépression économique, les Occidentaux ne l'associent qu'à la marge aux décisions relatives à l'ex-Yougoslavie, et surtout se dessine une expansion vers l'Est de l'UE et de l'OTAN qui rétrécie singulièrement sa zone d'influence.

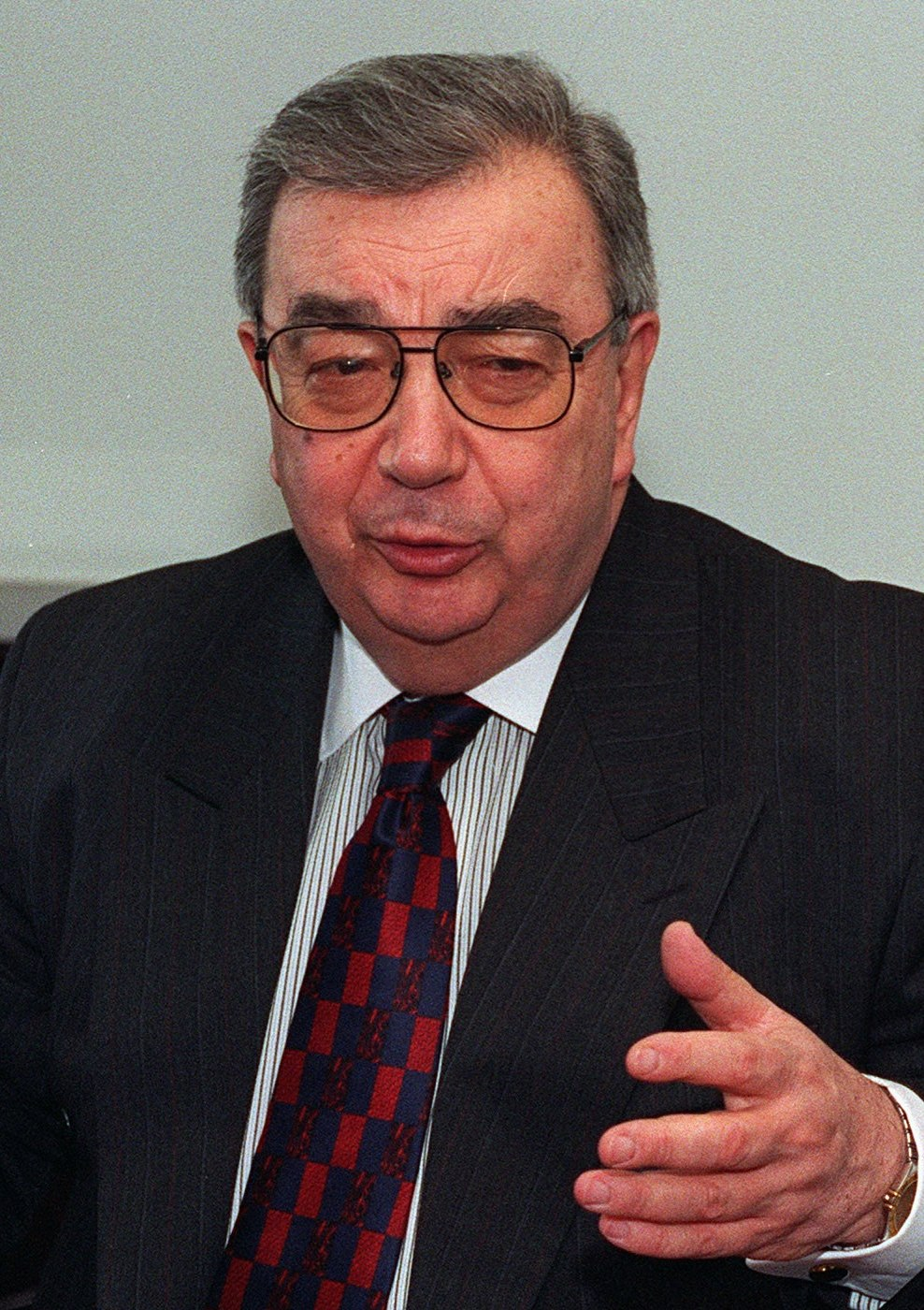
Ievgueni Primakov en 1997.

La bascule de la politique étrangère russe de l'occidentalisme au nationalisme s'opère en 1995-1996. Elle coïncide symboliquement avec la célébration à Moscou du 50e anniversaire de la victoire contre l'Allemagne nazie en 1995, occasion pour les Russes de marquer leur place dans le monde en présence des dirigeants Occidentaux mais durant laquelle Mitterrand exprime sa réprobation à l'égard de la guerre en Tchétchénie en n'assistant pas aux défilés militaires. Cette bascule coïncide aussi avec le passage de témoin à Paris entre Mitterrand et Chirac, admirateur de la langue et de la culture russe,, mais surtout avec l'arrivée de Ievgueni Primakov aux Affaires étrangères (1996-1998) puis à la tête du gouvernement russe (1998-1999), afin d'apaiser les élites nationalistes russes. La « doctrine Primakov » s'articule autour de trois idées forces : la Russie ne peut être réduite à une puissance européenne moyenne, le monde post-guerre froide sera multipolaire et non pas dominé par les seuls États-unis, et en troisième lieu la Russie a un droit de regard privilégié sur les anciennes RSS qualifiées d'« étranger proche »,.
En pratique, ce changement de paradigme géopolitique, qui vise avant tout les États-Unis, ne se met en place que lentement en raison de la faiblesse persistante de l'économie russe. De plus, l'orientation de la politique étrangère menée par Jacques Chirac très favorable au renforcement des liens avec la Russie, maintient les relations franco-russes à un haut niveau de cordialité et même de convergence sur la plupart des dossiers. Chirac soutient la réélection de Boris Eltsine en 1996,.

### Retour de la Russie sur la scène internationale (2007 - 2012)
À partir de 2007, année d'accession de Nicolas Sarkozy à la présidence et de réaffirmation de la puissance russe, les sujets de crispation des relations entre la France et la Russie deviennent plus nombreux. L'élargissement vers l'Est de l'Union européenne et de l'OTAN sont peu compatibles avec la vision russe de son « Étranger proche » et son désir de montrer sa puissance retrouvée sur la scène internationale.
Peu avant d'être élu président de la République, Nicolas Sarkozy se montre hostile envers la Russie : dans un entretien accordé à la revue Le Meilleur des mondes en novembre 2006, il annonce qu’il ne serrera pas les mains « tachées du sang des Tchétchènes ». En octobre 2007, quelques jours avant sa première visite officielle à Moscou, il décrit notamment la Russie comme « un pays qui complique la résolution des grands problèmes du monde », plutôt qu'un « facilitateur ».
En 2008, le plan de paix Sarkozy-Medvedev met fin à la deuxième guerre d'Ossétie du Sud qui oppose la Géorgie aux républiques sécessionnistes d'Abkhazie et d'Ossétie du Sud-Alanie et à la Russie. Selon, Florent Parmentier et Cyrille Bret, la France a ainsi « contribué à figer la situation dans un conflit gelé à l’avantage de Moscou et au détriment de Tbilissi ».
L'arrivée de Barack Obama à la Maison Blanche en janvier 2009 permet un « reset » des relations entre les États-Unis et la Russie. Nicolas Sarkozy tente d'exploiter cette circonstance favorable pour donner un nouvel élan aux relations franco-russes et entraîner ses partenaires de l'UE dans cette voie. Dans cet esprit, il organise en octobre 2010 un sommet France-Russie-Allemagne pour parler de la sécurité en Europe et « ancrer la Russie à l'Ouest »,.

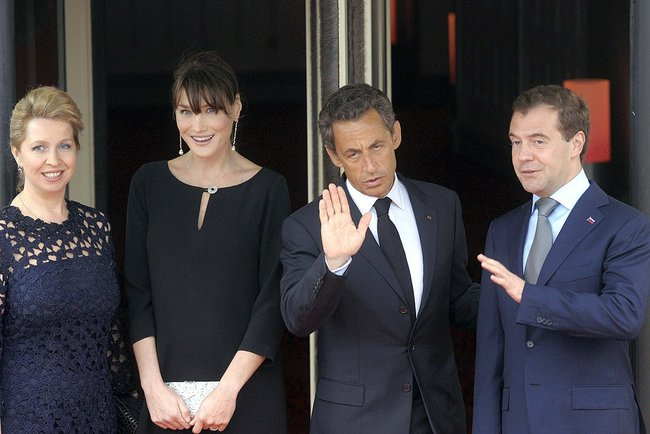
Nicolas Sarkozy, Dmitri Medvedev et leurs épouses respectives au sommet du G8 en 2011.

En 2010, la France vend un navire de classe Mistral, à la Russie, premier contrat d'armes franco-russe depuis la Seconde Guerre mondiale. Jean-Yves Camus estime qu'après un positionnement atlantiste associé à une « intransigeance […] vis-à-vis de Moscou, en particulier sur les violations des droits de l’homme et la guerre en Tchétchénie », « on peut considérer que l’année 2008 a été le tournant qui a vu Nicolas Sarkozy ménager ensuite la relation bilatérale franco-russe, tant avec la conclusion en décembre 2010 du contrat de vente des deux porte-hélicoptères Mistral qu’avec la célébration en grande pompes de l’année croisée culturelle entre les deux pays (2010), ou le projet du Centre spirituel et culturel orthodoxe russe né en 2007 sous l'impulsion du patriarche Alexis II ». Selon plusieurs analystes, Nicolas Sarkozy « conduit une politique internationale largement compatible avec les priorités de Moscou. Au fil des sommets et malgré les vicissitudes de la crise en Libye, les deux hommes [lui et Vladimir Poutine] ont développé une relation de soutien mutuel avantageuse aux deux : le statut d’homme fort de l’un venant régulièrement renforcer la carrure d’homme d’État de l’autre, et réciproquement ».
Les relations institutionnelles entre la France et la Russie fonctionnent de manière régulière. Le séminaire intergouvernemental au niveau des Premiers ministres se tient chaque année jusqu'à sa 18e session en 2013. Les rencontres entre les deux chefs d'État sont également fréquentes, dans le cadre du G8 ou du G20, ou bien de sommets bilatéraux.

## Relations avec la fédération de Russie (2012-2022)
En mai 2012, Vladimir Poutine redevient président tandis que François Hollande s'installe à l'Élysée. Les élections législatives russes de 2011 et la contestation qui les suivent, ainsi que l'élection présidentielle remportée par Poutine qui demeure incontestablement populaire, marquent aux yeux de la France une accentuation du caractère autoritaire du régime russe, de nature à remettre en cause la stratégie de rapprochement suivie jusque là.

### Relations politiques

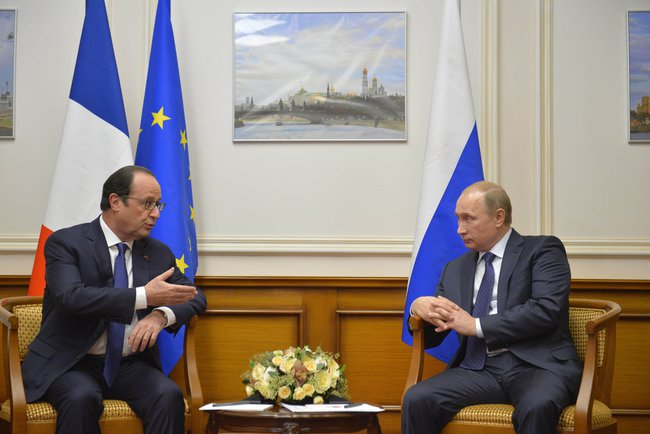
Les présidents français François Hollande et russe Vladimir Poutine à Moscou en décembre 2014.

Les évènements qui se produisent en Ukraine à partir de l'automne 2013 et qui n'ont toujours pas trouvé de dénouement satisfaisant les deux parties en 2021, sont à l'origine de la crise des relations franco-russes la plus profonde et durable depuis la disparition de l'URSS. Cette crise s'inscrit dans le contexte plus large d'une dégradation sans précédent des relations entre les Occidentaux et la Russie, dans laquelle la crise syrienne a également sa part.
En dépit de ce contexte, François Hollande puis Emmanuel Macron demeurent fidèles à la doctrine gaullienne qui combine dialogue et fermeté vis-à-vis de la Russie. Réciproquement, les relations avec la France (et avec l'Allemagne) permettent à Vladimir Poutine de montrer l'importance de la Russie sur la scène géopolitique et le bien-fondé de sa vision multipolaire du monde, et de tenter d'exploiter les failles qui existent dans la solidarité occidentale.

#### Guerre russo-ukrainienne
En réaction à l'annexion de la Crimée par la Russie, Laurent Fabius menace la Russie de sanctions immédiates le 11 mars 2014. Dix jours plus tard, Jean-Yves Le Drian annonce l'arrêt de la coopération militaire franco-russe. La France fait corps avec ses alliés de l’Alliance atlantique (OTAN) et partenaires de l’Union européenne (UE). Le Conseil européen décide en mars 2014 d'annuler le prochain sommet UE-Russie et de prendre des sanctions à l'égard de la Russie, qui sont toujours en vigueur en 2021. Le 25 mars, François Hollande et les six autres dirigeants occidentaux décident d'annuler la réunion du G8 prévue en juin à Sotchi, un revers diplomatique limité pour Vladimir Poutine puisque cette décision ne s'accompagne d'aucune sanction commerciale ou financière supplémentaire ; en 2024, cette exclusion de la Russie demeure d'actualité,.

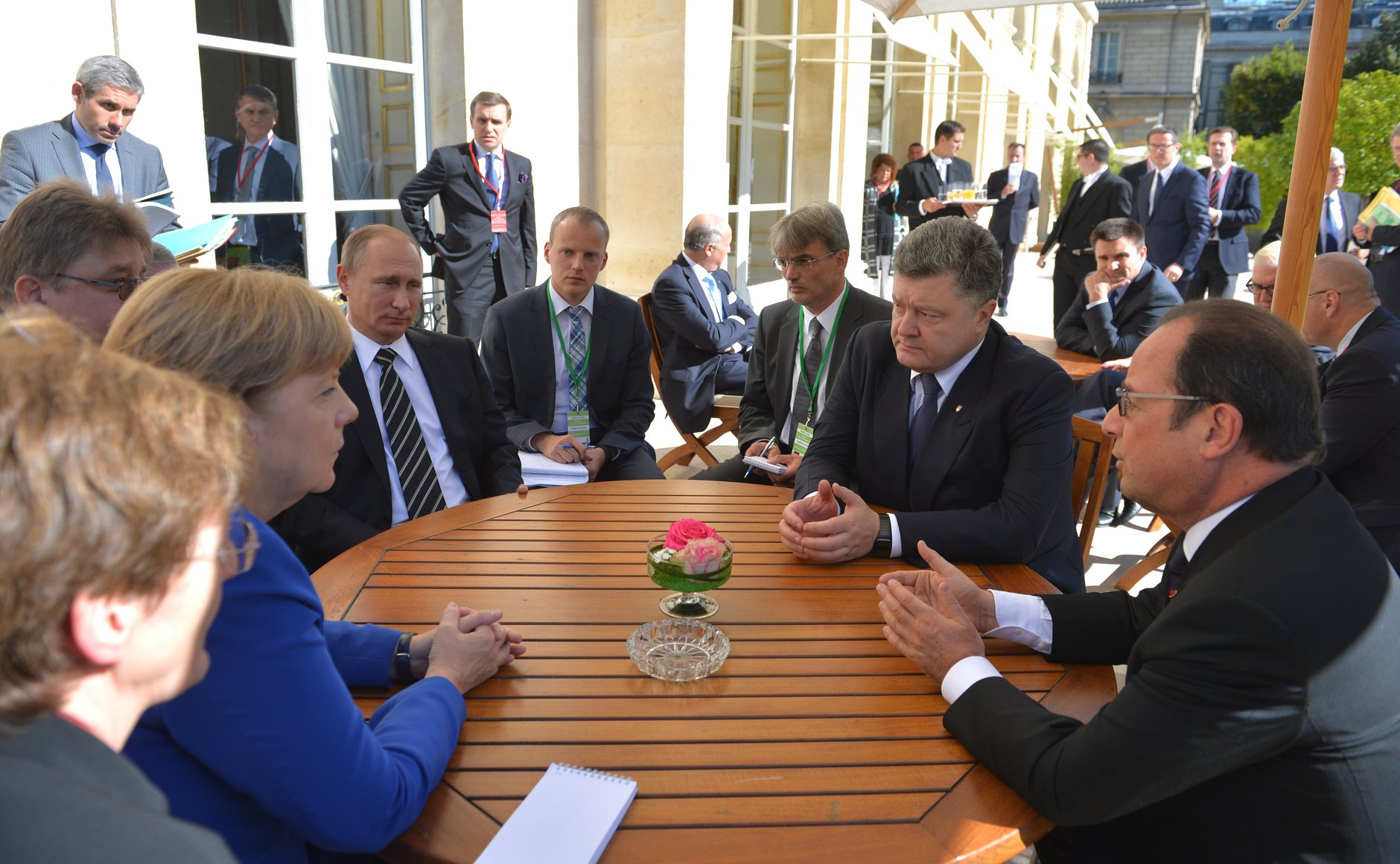
Réunion au « format Normandie » à Paris en octobre 2015.

Pourtant, la France est l'un des principaux acteurs et médiateurs du conflit ukrainien depuis son point de départ à l’automne 2013. Laurent Fabius tente une conciliation entre le président Ianoukovitch et les principales forces d’opposition à l’hiver 2013-2014. La France et l'Allemagne coopèrent activement pour tenter de trouver une issue à la guerre du Donbass. Lors d'un sommet à Minsk le 11 février 2015, les dirigeants de l'Ukraine, de la Russie, de la France et de l'Allemagne se mettent d'accord sur des mesures concernant la guerre du Donbass. Le cessez-le-feu prévu par cet accord Minsk II est loin d'être respecté. Angela Merkel et François Hollande poursuivent leur travail de conciliation durant les années suivantes.
La crise des relations franco-russes est cristallisée par l'affaire des Mistral relative aux deux BPC de la classe Mistral commandés par la Russie et dont le premier doit être livré en octobre 2014. La destruction du Boeing de Malaysia Airlines le 17 juillet 2014 par un missile russe au-dessus de la région séparatiste du Donbass aggrave les tensions. Dans un premier temps, François Hollande décide de livrer comme prévu le premier des deux BPC Mistral commandés, malgré les critiques de Londres et de Washington, mais avec l'appui de la grande majorité de la classe politique française.
Cependant, le 3 septembre 2014, la situation en Ukraine et la multiplication des pressions exercées par les pays alliés de la France poussent le président de la République qui participe le lendemain à un sommet de l'OTAN, à suspendre la livraison du premier Mistral, sans pour autant annuler le contrat. Le 25 novembre, considérant que les conditions d'une livraison sont moins que jamais réunies au vu de la poursuite de la guerre du Donbass, l'Élysée annonce surseoir jusqu'à nouvel ordre à la livraison. Après des mois de négociation, l'affaire des Mistral est close en août 2015 par un accord qui prévoit le remboursement intégral des sommes versées par la Russie en échange de quoi la France obtient la pleine propriété et la libre disposition des deux bâtiments.
En janvier 2022, dans un contexte de tensions renouvelées à la frontière ukrainienne, Emmanuel Macron se rend à Moscou pour rencontrer Vladimir Poutine, afin de tenter de désamorcer la crise en cours. L'annonce par la France, après cette rencontre, d'une promesse russe de ne pas entreprendre de nouvelles manœuvres militaires est catégoriquement démentie quelques heures plus tard par le Kremlin. La principale raison invoquée est que la France n'est pas le bon interlocuteur car elle n'a pas le leadership de l'OTAN. Pour cette raison, Moscou et Paris ne peuvent, selon Moscou, conclure aucun pacte.
Ces relations se sont de nouveaux tendues avec l'invasion russe de l'Ukraine commencée le 24 février 2022 par Poutine, l'ambassadeur en place depuis octobre 2017, Alexeï Mechkov accusé en mars de dire que la Russie n'est pas en guerre contre l'Ukraine et ce même mois est aussi accusé par Christophe Castaner d'avoir minimisé, voire désinformé les dégâts sur la maternité de Marioupol après son bombardement par l'Armée russe. Il est aussi accusé d'avoir sur son compte Twitter dans deux caricatures mais retirées depuis d'avoir fait une critique sur la France et l'Europe inféodées entre autres aux Américains, caricatures jugées inacceptables voires incendiaires par le Quai d'Orsay,,, l'ambassadeur jugeant quant lui qu'il ne faisait que répondre "sur les provocations et les actes de vandalisme envers les représentations diplomatiques russes en France" comme à Deauville où la mairie a décidée de projeter le drapeau ukrainien sur une villa appartenant à l’Etat russe en signe de soutien à Kiev, faisant également deux poids deux mesures d'après certains internautes.

#### Crise syrienne
Dès le début de la guerre civile syrienne en 2011, la Russie affiche son soutien au régime en place en Syrie, son allié syrien de longue date. En mettant une deuxième fois son véto à l'ONU en mars 2012, Moscou s'oppose frontalement à la France et plus largement aux Occidentaux qui jugent le départ de Bachar el-Assad nécessaire pour parvenir à une solution politique tandis que la Russie estime qu'il revient aux Syriens de se déterminer eux-mêmes. François Hollande reprend à son compte cette ligne politique adoptée par son prédécesseur. La différence de points de vue entre la France et la Russie est clairement assumée lors des deux premiers sommets bilatéraux en juin 2012 à Paris, puis en février 2013 à Moscou.

#### Volonté de Paris de poursuivre le dialogue avec Moscou
La politique russe de la France — de François Hollande comme d’Emmanuel Macron — se résume par une double formule « dialogue et fermeté ». Paris s’attache à défendre fermement sa sécurité, la solidarité européenne et transatlantique, ainsi que les valeurs démocratiques et libérales, tout en maintenant le dialogue culturel, économique et politique avec Moscou. Pour une part ce dialogue relève de l'« indépendance » et de la « grandeur » de la France, postulats de base de la diplomatie gaullienne. Sa simple existence entretient l'idée que la France se fait de sa place dans le monde, même s'il n'obtient que peu de résultats concrets et n'est pas basé sur un socle solide d'intérêts convergents, à l'exception de la lutte contre le terrorisme, le gaz naturel et des coopérations culturelle et scientifique. L’Europe a autant besoin du gaz russe que Gazprom de clients européens.

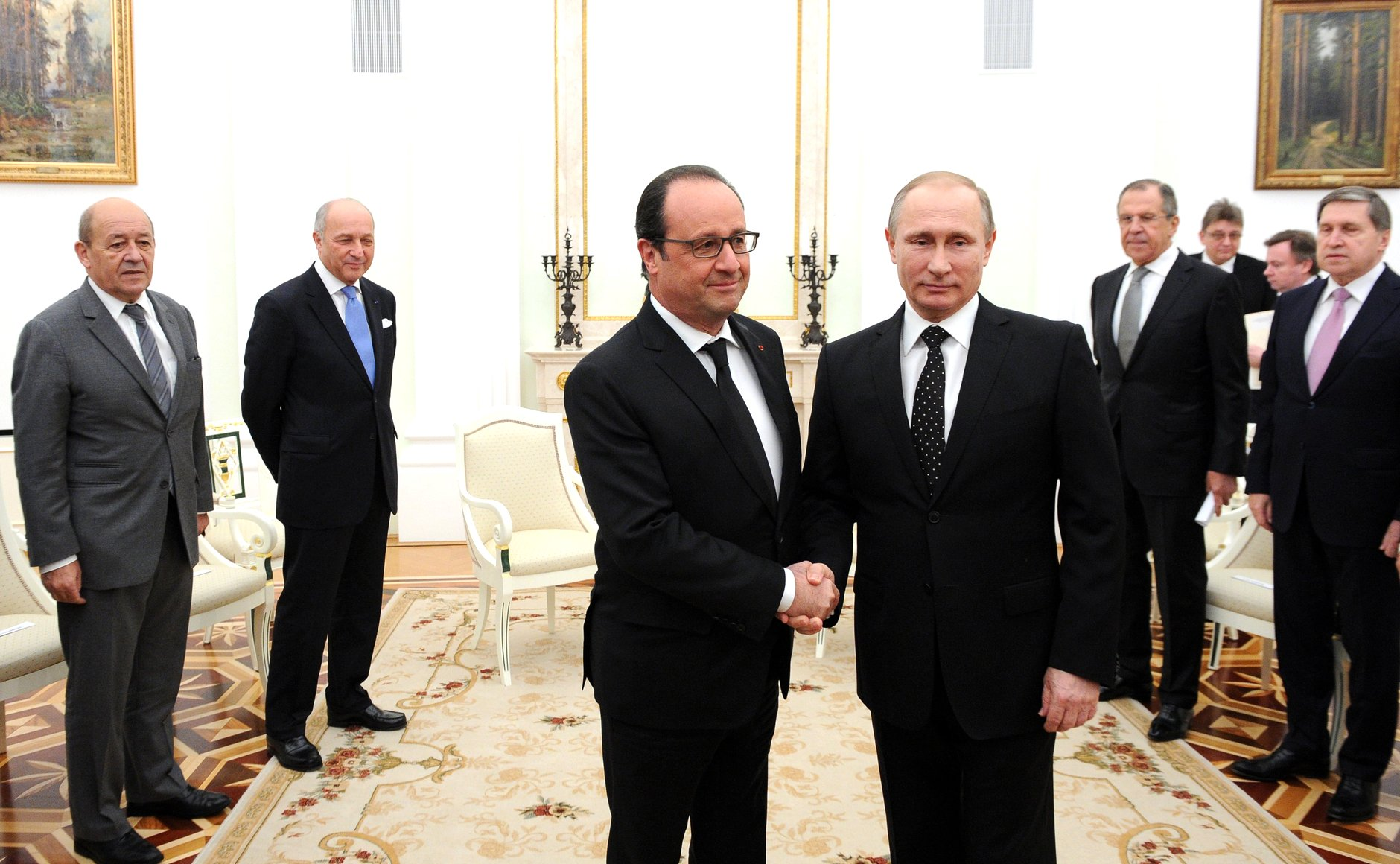
Vladimir Poutine et François Hollande au Kremlin le 26 novembre 2015.

Ce volontarisme français fait dire à François Hollande que la Russie reste un « partenaire » bien que ce terme semble bien souvent relever davantage du langage diplomatique que de la réalité. L'accord de Vienne sur le nucléaire iranien en juillet 2015 en est une des rares traductions concrètes. François Hollande rencontre Poutine à Paris en juin 2012 puis à Moscou en février 2013. Ce dernier qualifie l'Allemagne et la France de « partenaires stratégiques » de la Russie, mais souligne la disproportion qui existe entre le commerce réalisé avec l'Allemagne (72 Md $) et celui avec la France (28 Md $). La lutte contre le terrorisme en général et islamiste en particulier demeure un sujet de convergence comme le confirme l'appui russe à l'intervention française au Mali depuis janvier 2013.

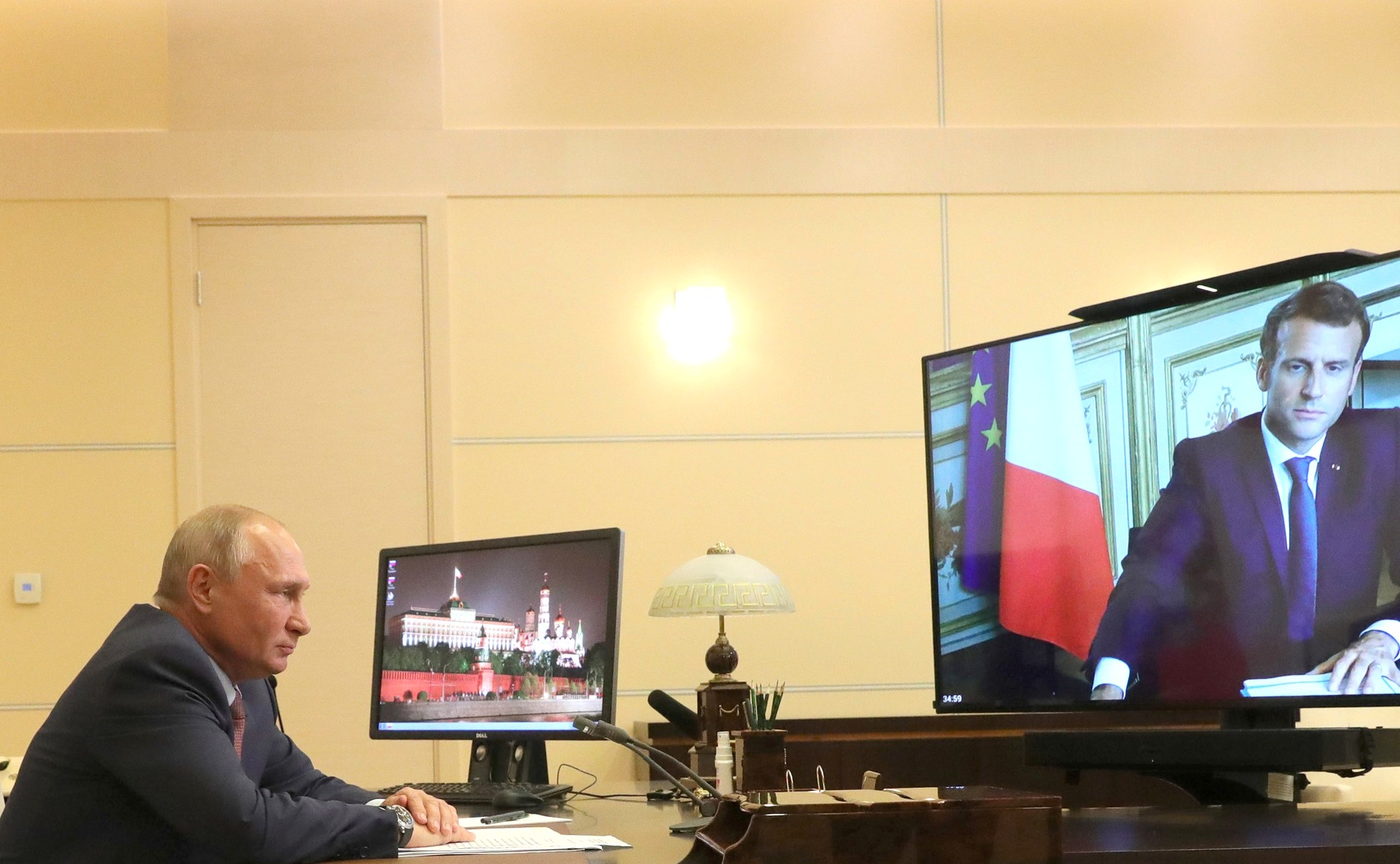
Vladimir Poutine et Emmanuel Macron en visio-conférence en juin 2020.

Emmanuel Macron fait reposer sa politique extérieure sur deux axes forts : « retrouver les voies d’une coopération internationale utile qui évite la guerre mais permet de répondre à nos défis contemporains, et construire une Europe politique forte qui pèse dans le monde ». Dans cette logique, il poursuit une politique de rapprochement de la France et de l'Europe avec la Russie. Cette volonté de rapprochement avec la Russie recueille l'assentiment de figures de la droite, parmi lesquelles Nicolas Sarkozy, Christian Jacob ou encore Bruno Retailleau. Toutefois elle est débattue au ministère des Affaires étrangères et à celui des Armées, où les courants atlantistes voire néo-conservateurs sont fortement représentés,.
Emmanuel Macron convie notamment Vladimir Poutine au fort de Brégançon en marge du sommet du G7 de 2019, et défend la réintégration de la Russie au sein du Conseil de l'Europe, sans pour autant modifier la position de la France sur le fond des dossiers syrien et ukrainien,,. Dans son discours prononcé à l'École de guerre en février 2020, Emmanuel Macron affirme qu'« il ne peut y avoir de projet de défense et de sécurité des citoyens européens sans vision politique cherchant à favoriser la reconstruction progressive de la confiance avec la Russie » tout en constatant que « nous ne pouvons pas nous satisfaire de la situation actuelle, où le fossé s'accroît, le dialogue s'appauvrit, alors même que les enjeux de sécurité à traiter avec Moscou, eux, se multiplient ».
Les relations restent marquées par un antagonisme idéologique fondamental entre une France libérale et une Russie autoritaire. Quand elle a existé, l'alliance avec la Russie a été avant tout une alliance de revers pour faire face à la puissance allemande. Ce facteur s'est largement estompé depuis que la France et l'Allemagne ont lié leur destin dans la construction de l'Europe et dans l'appartenance à l'Alliance atlantique, fondées sur la démocratie, les droits de l'homme et le libéralisme. S'inscrivant donc forcément du côté français dans ce cadre de référence idéologique, la relation avec la Russie ne peut qu'être négativement affectée par l'autoritarisme croissant du régime politique russe depuis 2012, au détriment des enjeux stratégiques de l'arrimage de la Russie à l'Europe et de la sécurité en Europe, portés en leur temps par Gorbatchev et Mitterrand.

#### Développement du «soft power»
La perception de la Russie dans la société civile française et au sein des partis politiques revêt une grande importance dans un contexte de relations d'État à État aussi difficile à interpréter. Réciproquement, Moscou est très vigilant sur tout ce qu'il considère comme des ingérences dans ses affaires intérieures.
Dans ce que certains appellent une « guerre de l’information », les grands médias français accusent la chaîne Russia Today et le site internet Sputnik de complotisme et de détournement de l’actualité tandis que ces derniers leur reprochent leur manque d’impartialité. D’un côté comme de l’autre, on s’accuse de manipulation de l’opinion et d’ingérence. Ainsi, l'empoisonnement d'Alexeï Navalny en septembre 2020 , au sujet duquel la Russie dément les accusations des Occidentaux quant à sa participation à une tentative d’assassinat de l’opposant politique, bénéficie d'une très large couverture médiatique.
Moscou entretient des relations suivies avec les partis français à droite de l'échiquier politique où les tendances souverainistes et antiaméricaines, par référence au gaullisme ou par volonté de défendre les valeurs conservatrices, créent un terrain favorable au soutien des thèses russes relatives notamment à l'Ukraine et à l'OTAN. Les considérations de politique intérieure française jouent aussi leur rôle ; Nicolas Sarkozy, François Fillon sont reçus à plusieurs reprises par Vladimir Poutine durant la présidence de François Hollande dont ils critiquent la politique à l'égard de la Russie,. L'ambassade de Russie est très active pour développer et rendre visibles les sympathies russophiles d'élus français. Thomas Gomart, de l’Ifri, évoque une « action directe et extrêmement forte des services russes ». Ainsi, en septembre 2014, quatorze parlementaires français se rendent à Moscou ; en juillet 2015, dix députés français se rendent en Russie et en Crimée,,.

### Relations économiques, scientifiques et culturelles

#### Relations économiques affectées par le contexte international
Le graphique qui aurait dû être présenté ici ne peut pas être affiché car il utilise l'ancienne extension Graph, désactivée pour des questions de sécurité. Des indications pour créer un nouveau graphique avec la nouvelle extension Chart sont disponibles ici.

Les échanges de biens entre la France et la Russie sont structurellement déficitaires du fait du poids des hydrocarbures dans les échanges. En 2019, les exportations françaises de biens vers la Russie sont de 5,6 Md€, soit 1,1 % des exportations, situant la Russie au 16e rang. Cette même année, les importations françaises de biens en provenance de la Russie sont de 8,7 Md€, soit 1,5 % des importations, mettant la Russie au 14e rang des pays fournisseurs de biens pour la France. Vu de la Russie, la France compte pour 1,5 % de ses exportations (17e rang) et pour 3,5 % de ses importations (7e rang),. La France importe essentiellement des hydrocarbures (3,7 Md€ en 2019), des produits de la cokéfaction et du raffinage (3,0 Md€), des métaux précieux et non ferreux (0,3 Md€), des produits chimiques (0,3 Md€), de la houille et du lignite (0,3 Md€). La Russie importe principalement des aéronefs (0,8 Md€ en 2019), des produits pharmaceutiques (0,7 Md€), des parfums et produits d'entretien (0,5 Md€), des produits chimiques et des fibres (0,5 Md€), des machines et des équipements (0,4 Md€).
En raison des sanctions économiques américaines et européennes décidées à l'encontre de la Russie, la part de marché de la France est en baisse légère, passant de 3,7 % en 2014 à 3,5 % en 2019 et 2020. Sur une période plus longue, la baisse est plus prononcée puisqu'elle était de 4,7 % en 2009. La France est en Europe devancée par l'Allemagne (10,2 % de part de marché) et l'Italie (5 %).

#### Coopération culturelle, universitaire, scientifique et technique
Selon un rapport conjoint du Conseil de la fédération et du Sénat, s'il se maintient au troisième rang des langues étrangères enseignées en Russie, l'enseignement du français ne concerne plus en 2018 que 2 % des élèves. Le pays compte 200 établissements à français renforcé. Les échanges universitaires concernent environ 5 000 étudiants russes en France et 300 étudiants français en Russie.

## Invasion de l'Ukraine par la Russie en 2022
À la suite de l'invasion de l'Ukraine par la Russie en 2022, la France décide l'envoi d'arme en Ukraine et met en place d'importantes sanctions contre l'économie russe,.